# 미시마 유키오
미시마 유키오(일본어: 三島 由紀夫, 1925년 1월 14일 ~ 1970년 11월 25일)는 일본의 소설가, 극작가, 수필가, 평론가, 정치활동가이다. 본명은 히라오카 기미타케(일본어: 平岡 公威).
전후의 일본문학계를 대표하는 작가 중 한 명이며, 노벨문학상 후보에까지 오르는 등 일본어의 테두리를 넘어 일본국외에 있어서도 폭넓게 받아들여진 작가이다. 《에스콰이어》지의 '세계의 백인'에 처음으로 등재된 일본인으로서 국제방송된 텔레비전 방송에 최초로 출연한 일본인이기도 하다.
만연령과 쇼와의 연수가 일치하여 그 인생의 고비와 활약이 쇼와시대의 일본의 흥폐와 성쇠의 역사적 사건과 맞물려 있는 탓에, '쇼와'와 생애를 같이한, 그 시대가 가진 문제점을 날카롭게 조명한 인물로서 많이 이야기되고 있다.
대표작은 소설에는 《가면의 고백》, 《파도소리》, 《금각사》, 《교코의 집》, 《우국》, 《풍요의 바다》 등, 희곡에는 《근대노가쿠집》, 《로쿠메이칸》, 《사드후작부인》 등이 있다. 풍부한 수사의 현란호화한 시적인 문체, 고전극을 기조로 한 인공성, 구축성 넘치는 유미적 작풍이 특징.
만년에는 정치적인 경향이 강해져 자위대에 체험입대하여 민병조직 '방패회'를 결성. 1970년(쇼와 45년) 11월 25일, 방패회 대원 4명과 더불어 자위대 이치가야 주둔지(현 방위성 본성)을 방문하여 동부방면총감을 감금, 발코니에서 궐기를 촉구하는 연설을 한 후, 할복자살을 행하였다. 이 사건은 사회에 거대한 충격을 주었으며 신우익이 탄생하는 등 국내의 정치운동이며 문학계에 거대한 영향을 주었다(자세히는 미시마 사건을 참조).

## 생애

### 출신

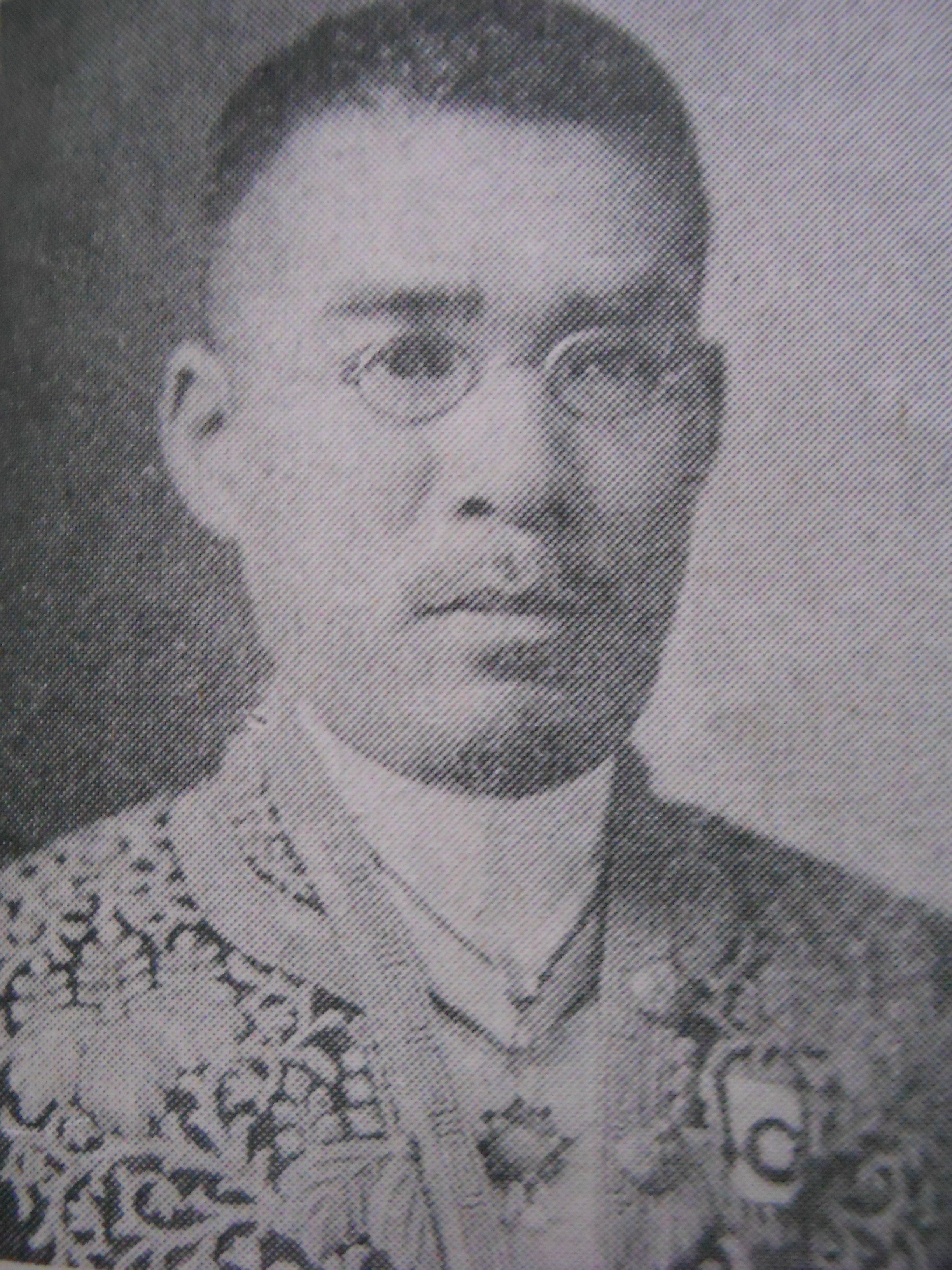
조부 히라오카 사다타로
(가라후토청 장관시대)

1925년(다이쇼 14년) 1월 14일(수요일) 도쿄시 요쓰야구 나가즈미정 2번지(현 도쿄도 신주쿠 요쓰야 4정목 22번)에서 아버지 히라오카 아즈사(平岡梓, 당시 30세)와 어머니 시즈에(倭文重, 당시 19세)의 사이에서 장남으로 탄생하였다. 체중은 650돈(약 2,438 그램)이었다. 기미타케(公威)라는 이름은 조부 사다타로가 지어준 것으로, 사다타로의 은인이자 동향의 토목공학자 후루이치 고이(古市公威) 남작의 이름을 따온 것이다.
집은 세들어 살기는 했지만 동번지내에서 제일로 큰 데다 제법 넓은 화양절충의 2층집으로, 가족(양친과 친가 조부모) 외에 식모 6명과 서생이나 남자하인이 있었다. 조부는 빚을 지고 있던 탓에 1층에는 이렇다 할 가재가 남아 있지 않았다. 형제로는 3년 후 태어난 여동생 미쓰코(美津子), 5년 후 태어난 남동생 치유키(千之)가 있었다.
아버지 아즈사는 제일고등학교에서 도쿄제국대학법학부를 거쳐 고등문관시험에서 1등으로 합격하였으나, 면접관에 나쁜 인상을 주는 바람에 대장성에 들어가는 것을 거부당하여, 농상무성(기미타케의 탄생 후 얼마 지나지 않아 동성이 폐지되어 농림성으로 이동)에 근무하게 되었다. 기시 노부스케, 와가쓰마 사카에, 미와 쥬소와는 일고, 제대의 동창이었다.
어머니 시즈에는 가가번 번주 마에다 가문를 섬기던 유학자 하시 가문 출신. 아버지(미시마의 외조부)는 도쿄 가이세이중학교의 다섯 번째 교장으로 한학자 하시 겐조.
조부 사다타로는 효고현 이나미군 시카타촌 오오아자 가미토미키(현 효고현 가코가와시 시카타정 가미토미키)의 농가에서 태어났다. 제국대학 법과대학(현 도쿄대학법학부)를 졸업 후 내무성에 입성하여 내무관료가 되었다. 1893년(메이지 26년), 무가의 여식이던 나가이 나쓰와 결혼하여 후쿠시마현 지사, 가라후토청 장관 등을 역임하였으나, 의옥사건으로 인하여 실각하였다(뒷날 무죄판결).
조모 나쓰코(호적명: 나쓰)는 아버지 나가이 이와노조(대심원 판사)와 어머니 다카(히타치 시시도번 번주 마쓰다이라 요리타카가 측실과의 사이에 낳은 딸)의 사이에서 장녀로서 태어났다. 나쓰코의 외가 쪽의 조부 마쓰다이라 요리타카의 핏줄을 거슬러올라가다 보면 도쿠가와 이에야스와 이어진다. 나쓰코는 12세부터 17세까지 결혼하기 전까지 아리스가와노미야 다루히토 친왕에 행의견습하여 섬긴 바 있다. 나쓰코의 조부는 에도막부 와카도시요리인 나가이 나오유키. 또한 나가이 이와노조의 동료 야나기타 나오히라의 양자가 야나기타 쿠니오로서, 히라오카 사다타로와 같은 효고현 출신이라는 인연도 있어 야나기타 쿠니오는 나쓰코의 가정과는 애저녁부터 교류가 있어왔다.
작가 나가이 가후의 나가이가와 나쓰코의 생가인 나가이가는 동족(같은 일족)으로 나쓰코의 9대 조상 나가이 나오마사의 이모형 나가이 쇼지키가 가후의 12대 조상에 해당한다. 기미타케는 가후의 풍모와 닮아보인 아즈사를 남몰래 '나가이 가후 선생'이라고 부르기도 했다. 또한 나쓰코는 어린 히라오카를 가리켜 '고토라(小虎)'라고도 불렀다 한다.
조부와 아버지, 그리고 아들 미시마 유키오는 삼대에 걸쳐 같은 대학의 학부를 졸업한 관료가문이었다. 에도막부의 중심을 맡은 나가이 나오유키의 행정·통치에 관련된 정치는 히라오카가의 혈맥이며 의식에 웅숭깊이 침투한 것이 아닐까 추측된다.

### 유년기와 "시를 쓰는 소년"의 시대

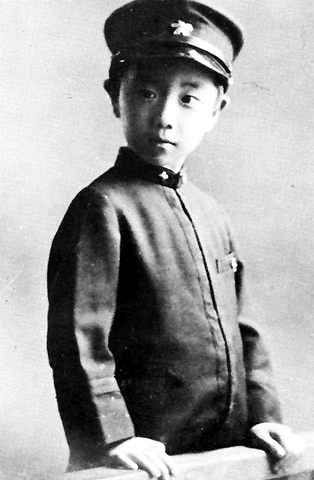
6세의 미시마. 초등과 입학의 무렵 (1931년 4월)

기미타케와 조모 나쓰코와는 학습원중등과에 입학할 때까지 동거하여 기미타케의 유소기는 나쓰코의 절대적 영향하에 놓여있었다. 기미타케가 태어나서 49일째에 "2층에서 갓난아이를 키우는 것은 위험하다"라는 구실하에 나쓰코는 기미타케를 양친으로부터 빼앗아 자택에서 기르기 시작하여 모친 시즈에가 수유하는 때까지도 회중시계를 가지고 시간을 재었다고 한다. 나쓰코는 좌골신경통의 아픔으로 하여 앓아눕는 때가 많았고, 가족 사이에서 히스테릭한 행동을 하는 경우도 자주 있었고, 예의범절에 특히 엄격했다.
기미타케는 자나 먼지떨이를 휘두르고 다니는 것을 좋아했으나 몰수당했고, 차나 철포 등 소리가 나는 완구도 금지당했으며, 밖에서는 남자아이다운 놀이도 금지당했다. 나쓰코는 손자의 놀이상대로서 얌전한 연상의 여자아이를 골라서, 기미타케에 여성어를 사용하게 했다. 1930년(쇼와 5년) 1월, 5세의 기미타케는 자가중독에 걸려 죽기 일보직전까지 갔다. 병약한 기미타케를 위해 나쓰코는 식사며 오후의 간식(오야쓰)을 엄격히 제한하였고, 귀족취미를 띤 과보호적인 교육을 하였다. 그러는 한편 가부키, 다니자키 준이치로, 이즈미 쿄카 등 나쓰코가 마음에 들어한 것들은, 후년의 기미타케의 소설가 및 극작가로서의 소양을 길러주었다.

1931년(쇼와 6년) 4월, 기미타케는 학습원 초등과에 입학하였다. 기미타케를 학습원에 입학시킨 것은 다이묘 화족의 의식이 있던 나쓰코의 의향이 강하게 작용했기 때문이다. 히라오카 가는 사다타로가 원래 가라후토청 장관이었으나 평민 계급이었기 때문에, 화족중심의 학교였던 학습원에 입학하기 위해서는 소개자가 필요하여, 나쓰코의 백부 마쓰다이라 요리야스(우에노 동조궁 신관. 미시마의 소설 《신관》·《호색》·《괴물》·《영주》의 모델)가 보증인이 되어주었다. 그러나 화족중심이라고는 하나, 일찍이 노기 마레스케가 원장을 하던 학습원의 기풍은 질실강건(質實剛健)을 기본으로 하여, 시대의 흐름이라고 하는 것이 만주사변 발발 등으로 전쟁에로 이행하던 가운데, 교내도 강경파가 우세를 점하고 있었다. 급우였던 미타니 마코토는 학습원 입학 당시의 기미타케의 인상을 이하와 같이 술회하고 있다.
초등과에 들어간 지 얼마 안 된 무렵, 그러니까 새롭게 친구가 된 사람들끼리 서로 생경하던 무렵, 어떤 급우가 "히라오카 씨는 자기가 태어날 무렵의 일을 기억하고 있대!"라고 말했다. 그 친구와 내가 놀라고 있던 것도 모르고, 그가 옆을 달려 빠져나갔다. 봄햇살을 맞으며 달려나가던 몸집 작은 그의 뒷모습을 기억하고 있다.
 — 미타니 마코토 〈급우 미시마 유키오〉
기미타케는 초등과 1, 2년부터 시나 하이쿠 따위를 초등과기관지 《쇼자쿠라》(小ざくら)에 발표하기 시작했다. 독서에 맛을 들여 세계동화집, 인도동화집, 《천일야화》, 오가와 미메이, 스즈키 미에키치, 스트린드베리의 동화, 기타하라 하쿠슈, 프랑스 근대시, 마루야마 가오루나 구사노 신페이의 시, 고단샤 《소년구락부》(야마나카 미네타로, 미나미 요이치로, 다카가키 히토미 등), 《스피도 타로》 따위를 애독하였다. 자가중독이며 감기로 인하여 학교를 빠지기 일쑤였고, 4년생 무렵에는 폐문 림프선염을 앓아 몸이 나른하고 자세가 나빠져 교사에게 곧잘 야단맞았다.

초등과 3년의 무렵, 작문 〈후쿠로후〉의 "후우로후, 귀녀는 숲의 여왕입니다."라는 내용에 대하여 국어담당인 스즈키 히로시 선생으로부터 "제재는 현재에서 취하도록"이라고 주의받는 등, 국어(작문)의 성적은 중간 정도였다. 주치의의 방침으로 햇빛을 쬐는 것을 금지당하고 있던 기미타케는 "태양을 맞는 것은 불가연(마땅치 않다)"이라고 하여 햇볕을 가려 지냈기 때문에 허약체질로 하여 살색이 창백해져 당시의 별명은 '양초', '퍼런색(アオジロ)'이었다. 초등과 6년의 무렵에는 교내의 악동으로부터 "어이 퍼렁이, 너 불알도 똑같이 퍼런색이겠지"라고 놀림받는 모습을 미타니는 목격하고 있다.
초등과 6년의 무렵의 일이었다. 혈기왕성하고 못된 장난만 골라 하던 동료가, 미시마더러 "어이 퍼렁이――그의 별명――너 불알도 똑같이 퍼런색이겠지"라고 야유하였다. 미시마는 휙하고 바지 앞 단추를 열고 그것을 꺼내더니 "어이, 봐라봐라"하고 그 못된 꼬마에게 다가갔다. 그것은, 야유하던 쪽이 압도당할 정도의 박력이었다. 또한 짙은 감색의 제복의 바지를 뒤로 한 그것은, 그 무렵의 그의 빈약한 몸과 비교하여 의외로 컸었다.
 — 미타니 마코토 〈급우 미시마 유키오〉
기미타케가 6년생이던 1936년(쇼와 11년)에는 2월 26일에 2.26 사건이 있었다. 급기야 수업은 1시간만에 중지되었고, 어떤 일을 당하더라도 "학습원 학생으로서의 긍지"를 잊어서는 안 된다고 선생으로부터 훈시를 받고 귀가하였다. 6월에는 "비상한 위엄과 존귀함이 빛나고 있다"고 히노마루를 표현한 작문 〈우리 국기〉(わが国旗)를 썼다.
1937년(쇼와 12년), 학습원 중등과에 진학한 4월, 양친의 전거에 맞추어 조부모 슬하를 떠나 시부야구 다이센정 15번지(현 신주쿠 쇼토 2정목 5번 8호)의 셋집에 양친과 여동생, 남동생과 같이 살게 되었다. 나쓰코는 일주일에 한번 기미타케가 묵으러 오는 것을 약속시켰으며, 밤낮으로 기미타케의 사진을 안고서는 울었다 한다. 허약한 기미타케는 중등과에서도 동급생에게 놀림받았으며,
옥상에서 가방을 떨어뜨린다던지(그 일로 만년필 3자루가 부러졌다), 학식 접시에 간장을 뿌려대서 야채 샐러드를 먹을 수 없게 만드는 등 따돌림을 호되게 당했다.
기미타케는 문예부에 들어가 동년 7월 학습원 교내지 《보인회잡지》 159호에 작문 〈춘초초――초등과 시절의 추억〉(春草抄――初等科時代の思ひ出)을 발표. 자작한 산문이 처음으로 활자화되었다. 중등과에서 국어담당이 된 이와다 구로(하이쿠회 '목서회(木犀会)'를 주재한 시인)에게 작문이며 단가의 재능을 인정받아 성적도 올라갔다. 이후 《보인회잡지》에는 중등과 고등과의 약 7년간(중등과는 5년간, 고등과의 3년은 9월 졸업) 수많은 시가며 산문작품, 희곡을 발표하게 되었다. 11, 12세 무렵 와일드에 경도되어, 곧이어 다니자키 준이치로, 레몽 라디게 등을 읽기 시작했다.

7월 루거우차오 사건이 발생하여 일중전쟁으로 번졌다. 그해 가을, 8세 연상의 고등과 3년인 문예부원 보조 도시타미와 만나 문학교유를 맺었다. 처음 대면할 때의 기미타케의 인상을 보조는 "인파를 밀어헤치고 화사한 소년이 모자를 고쳐쓰면서 나타났다. 목이 가늘고, 살갗은 새하얬다. 깊이 눌러쓴 학모의 차양 깊숙이 커다란 눈이 크게 뜨여 있었다. "히라오카 기미타케입니다." 높지도 않고 낮지도 않은, 그 목소리가 나의 마음에 들었다."라고 하며 그때의 광경을 이하와 같이 말하고 있다.
"문예부의 보조다." 그는 벌써 내 이름을 알고 있었다는 듯이, 그 눈이 누그러졌다. "네(きみ)가 투고한 시, 〈춘이편〉(秋二篇)이었었지. 이번 보인회잡지에 싣기 위해 위원에게 말해두었다." 나는 학습원에서 사용되고 있었던 2인칭 "자네(貴様)"는 사용하지 않았었다. 그가 너무나도 어려 보였기에. ... "이것은, 문예부의 잡지 〈설선〉(雪線)이다. 내 소설이 실려 있으니 읽어봐. 너가 쓴 시의 비평도 실려 있다." 미시마는 전신으로 부끄러움을 표하며, 그것을 받아들었다. 나는 살짝 고개를 끄덕였다. 이제 가도 좋다는 신호였다. 미시마는 일순 주저하더니 결심했다는 태도로 거수경례를 했다. 이 어설픈 경례와, 부끄러움의 가운데에서 나는 소년의 부드러운 영혼을 엿보았다고 생각한다.
 — 보조 도시타미 〈불꽃의 환영 회상 미시마 유키오〉

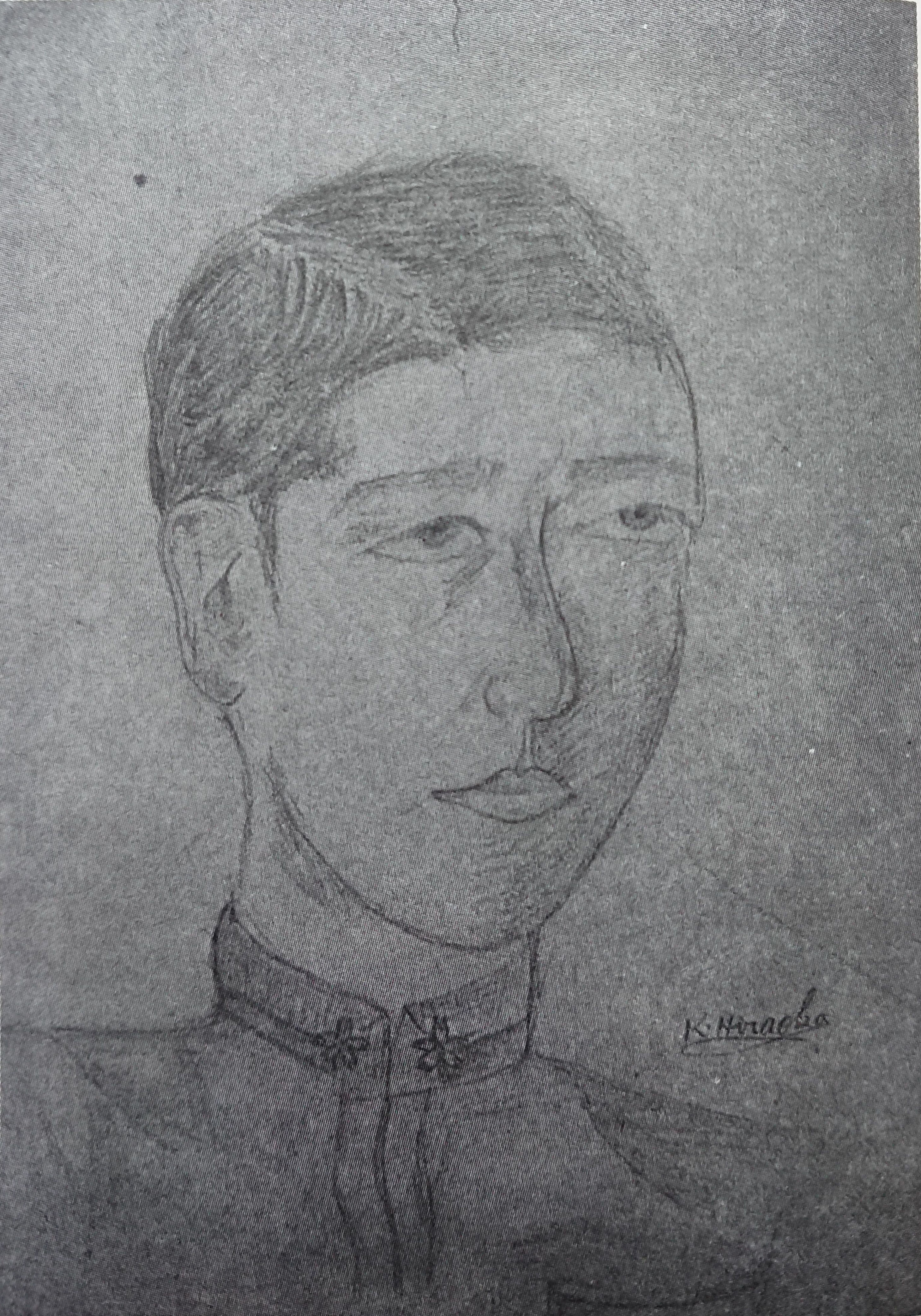
중학시대의 자화상

1938년(쇼와 13년) 1월경, 처음으로 단편소설 〈수영――아키히코의 유치한 추억〉(酸模――秋彦の幼き思ひ出)을 써서 동시기의 〈좌선이야기〉(座禅物語)와 더불어 3월의 《보인회잡지》에 발표한다. 이 무렵 학교 검도의 조조한계고(早朝寒稽古)에 솔선하여 기상하던 기미타케는 연습 이후 제공되는 미소시루가 참을 수 없이 맛있다고 어머니에게 자랑하는 등 중등과에 올라가서는 점차로 신체가 튼튼해지기 시작했다. 동년 10월 조모 나쓰코에 의해 처음으로 가부키(《가나데혼 추신구라》)를 관극하고, 외가 쪽의 조모 하시 토미(橋トミ)에 의해 노(아메노이와토의 신놀이를 제재로 한 《미와》)를 구경하게 되었다. 이 체험 이후로 기미타케는 가부키며 노의 관극에 심취하게 되어 그 후 17세부터 관극기록 〈히라오카 기미타케 극평집〉(시바이 일기, 芝居日記)를 쓰기 시작한다.
1939년(쇼와 14년) 1월 18일 조모 나쓰코가 궤양출혈로 인하여 고이시카와구 가고정(현 분쿄구 혼코가고메)의 야마카와 내과의원에서 사망(몰년 62세). 동년 4월 전년부터 학습원에 전임하고 있던 시미즈 후미오가 국어 담당이 되어 국문법, 작문 교사에 추가되었다. 이즈미 시키부 연구가이기도 한 시미즈는 미시마의 생애의 스승이 되어 헤이안 왕조 문학에의 눈을 뜨게 했다. 동년 9월 유럽에서는 나치 독일이 폴란드 침공을 일으키고 프랑스와 영국이 독일에 선전포고 하여 제2차 세계대전이 시작되었다.
1940년(쇼와 15년) 1월에 후년의 작풍을 방불케 하는 파멸적 심정의 시 〈마가고토〉(「凶ごと)를 쓴다. 동년 어머니 시즈에를 따라가서 시모오치아이에 사는 시인 가와지 료코를 방문하여 이후 몇 번인가 사사하였다. 시즈에의 아버지 하시 겐조와 가와지 료코는 친구 사이였다. 동년 2월 야마지 간코 주재의 월간 하이쿠 잡지 《구치나시》(山梔)에 하이쿠나 시가를 발표. 전년부터 별명인 퍼렁이, 덜 익은 호리병박, 흰둥이를 비꼬아서 자신 스스로가 '세이조(青城)'라고 별호를 지어, 1년 반 동안 《쿠치나시》에 하이쿠와 시가를 투고한다.
동년 6월에는 문예부위원에 선출되어(위원장은 보조 도시타미), 11월에 호리 다쓰오의 문체의 영향을 받은 단편 〈다미에가라스〉(彩絵硝子)를 교내지 《보인회잡지》에 발표. 이것을 읽어본 동교 선배 아즈마 후미히코로부터 처음으로 편지를 받은 것을 시작으로 문통이 시작되었다. 똑같이 선배인 도쿠가와 요시야스와도 교우를 시작하였다. 아즈마는 결핵을 앓아 오모리구(현 오타구) 덴엔초우 3-20의 자택에서 요양하면서 무로 사이세이, 호리 다쓰오의 지도를 받아가면서 창작활동을 하고 있었다. 한편, 보조 도시타미와의 교우는 서서히 소원해지면서, 이때의 복잡한 심정은 훗날의 《시를 쓰는 소년》에서 그려지게 된다.
이 소년시대에 라디게, 와일드, 다니자키 준이치로 외에도 장 콕토, 릴케, 토마스 만, 고이즈미 야쿠모, 에드거 앨런 포, 릴라당, 모랜드, 보들레르, 메리메, 조이스, 프루스트, 카로사, 니체, 이즈미 교카, 아쿠타가와 류노스케, 시가 나오야, 나카하라 주야, 다나카 후유지, 다치하라 미치조, 미야자와 겐지, 이나가키 다루호, 무로 사이세이, 사토 하루오, 호리 다쓰오, 이토 시즈오, 야스다 요주로, 가지 모토지로 가와바타 야스나리, 고호리 도라히코, 모리 오가이의 희곡, 조루리, 《만연집》, 《고사기》, 《마쿠라노소시》, 《겐지모노가타리》, 《이즈미 시키부 일기》 따위도 애독하게 되었다.

### '미시마 유키오'의 출발
1941년(쇼와 16일) 1월 31일 아버지 아즈사가 농림성 수산국장에 취임하여 약 3년간 단신부임하고 있던 오사카에서 귀향. 변함없이 문학에 몰두한 아들을 심하게 꾸짖으며 원고용지를 닥치는 대로 모조리 북북 찢어버렸다. 기미타케는 묵묵히 아래를 쳐다보며 눈에 눈물을 짓고 있었다.
동년 4월, 중등과 5년에 진급한 기미타케는 7월에 《꽃이 만발한 숲》(花ざかりの森)을 완성하여 국어교사인 시미즈 후미오에 원고를 우송하여 비평을 청하였다. 시미즈는 "내 안에 지금껏 잠들어 있던 것이, 감사납게 불러깨워지고" 있는 듯하다는 감명을 받아 자신이 소속된 일본 낭만파계 국문학잡지 《문예문화》의 동인들(하스다 젠메이, 이케타 쓰토무, 구니야마 리이치)에 읽히게 하기 위해 시즈오카현 이즈 슈젠지온천의 아라이 료칸에서의 일박여행을 겸한 편집회의에 그 원고를 지참하였다. 《꽃이 만발한 숲》을 읽은 그들은 '천재'가 나타났다며 서로 축복해주었고, 동지 게재를 즉결(即決)하였다.
이 무렵, 해당 잡지의 독자권이 전국에 널리 퍼져있던 탓에 자식의 문학활동을 반대하는 히라오카 아즈사의 반응 등등 아직 16세인 기미타케의 장래를 저어하여, 본명 '히라오카 기미타케'가 아니라, 필명을 사용하기로 하였다. 시미즈는 "지금 당분간은 히라오카 기미타케라는 실명을 밝히지 않고, 그 성장을 조용히 지켜보고 싶다――라는 것이 우연히도 일치된 동인의 의향이었다"고 합숙회의를 회상한다. 필명을 생각하고 있을 때, 시미즈 일행은 뇌리에 '미시마(三島)'를 통해 온 일과 후지의 백설을 보고 '유키오(ゆきお)'가 마음속에 떠올랐다.
귀경 후, 시미즈가 필명 사용을 제안하였더니 기미타케는 당초 본명을 주장하였으나 납득하여 '이토 사치오(伊藤左千夫)' 같은 만요풍의 이름을 희망하였다. 결국 '由紀雄'로 하게 되었으나 '雄'이라는 자가 너무 무겁다고 한 시미즈의 조언에 따라 '미시마 유키오(三島由紀夫)'로 하게 되었다. '由紀'는 대상제의 신사(神事)에 쓰이는 햅쌀을 바치기 위해 선택된 두 개의 국군(國郡) 가운데 제일의 것을 가리키는 '由紀'의 자에 연관지어 붙인 것이다.
릴케와 야스다 요주로의 영향을 받은 《꽃이 만발한 숲》은 《문예문화》 쇼와 16년 9월호에서 12월호까지 연재되었다. 제1회째의 편집후기에서 하스다 젠메이는 "이 나어린 작자는, 그럼에도 유구한 일본의 역사의 請し子이다. 우리들보다 나이는 아드막하게 적지마는, 벌써 성숙된 이의 탄생이다."라고 격찬하였다. 이 상찬의 말은 기미타케의 의식에 커다란 영향을 미쳤다. 그해 9월 기미타케는 수감 〈유신지도〉(惟神之道, 간나가라노미치)를 노트에 기록하여 "지상과 고천원(高天原)의 가교"가 되는 유신지도(惟神之道)의 근본이념인 "마코토고코로"를 "인간 본연의 것이면서 일본인에 있어 가장 현저"하며 "도요아시하라의 나라의 창조의 정신이다"라며 신토에의 웅숭깊은 심취를 보였다.
일중전쟁의 확대와 일독이 삼국동맹의 체결에 따른 영국과 미국과의 대립을 심화하고 있던 일본은, 그 해에 들어 진행되고 있던 남부 프랑스령 인도차이나 진주 이후, 차츰차츰 전면전쟁 돌입이 농후해지고 있었으나, 기미타케는 '이미 시기가 늦어버렸다'라고도 생각하고 있었다. 12월 8일에 있었던 말레이 작전과 진주만 공격에 따라 일본은 결국 영국과 미국, 네덜란드 등 연합국와 개전하여 태평양전쟁(대동아전쟁)이 시작되었다. 개전 당일, 교실에 찾아온 마술부(馬術部) 선배가 "전쟁이 시작됐다. 똑바로 하자"며 감격에 찬 말투로 말을 걸어왔을 때, 기미타케는 "무어라 할 수 없는 흥분"에 사로잡혔다.
1942년(쇼와 17년) 1월 31일, 기미타케는 전년 11월부터 쓰기 시작한 평론 〈왕조심리문학소사〉(王朝心理文学小史)를 학습원 도서관 현상논문으로 제출한다(이 논문은 익년 1월 입선한다). 3월 24일, 석차 2등으로 중등과를 졸업하여 4월 학습원 고등과 문과 을류(독어)에 진학한다. 기미타케는 체조와 물리가 '中上'인 것만 제외하면 극히 우수한 학생이었다. 운동은 싫어했지만서도 고등과에서의 교련 성적은 언제나 '上'(甲)이었으며, 교관으로부터 근성이 있다며 정신력을 칭찬받은 것을 기미타케는 자랑으로 삼고 있었다.
독일어는 로베르트 신칭거에 사사했으며, 다른 교사로 사쿠라이 와이치, 니제키 료조, 노무라 고이치(1957년 동궁대부 재직 중 사망)가 있었다. 뒷날 도널드 킨이 독일에서 강연을 하던 무렵, 일개 청중으로서 회장에 있던 신칭거가 기립하여 "나는 히라오카 군의(독일어의) 선생이었다. 그가 제일이었다."고 말한 에피소드가 있을만큼 독일어는 달통하였다.
각지에서 일본군이 승리를 거듭하고 있던 그해 4월, 대동아전쟁 개전의 조용한 감동을 엄숙하게 써내려간 시 〈대조〉(大詔)를 문예문화에 발표. 동년 5월 23일 문예부 위원장에 선출된 기미타케는, 7월 1일에 아즈마 후미히코와 도쿠가와 요시야스(도쿄제국대학 문예부에 진학)와 더불어 동인지 《적회》(赤繪)를 창간하여 〈저도와 마야〉(苧菟と瑪耶)를 게재한다. 지명의 유래는 시가 나오야의 《만력적회》(万暦赤繪)에서 따온 것이다. 기미타케와 이들은 깊은 우정을 쌓았으며, 병상에 있던 아즈마와는 더욱이 문통을 거듭하였다. 동년 8월 26일 조부 사다타로가 사망(몰연령 79세). 기미타케는 시 〈만가일편〉(挽歌一篇)을 지었다.
동년 11월, 학습원의 강연의뢰를 받아 시미즈 후미오를 따라 야스다 요조로를 대면하였으며, 이후로 몇 번인가 더 방문한다. 기미타케는 야스다 요조로, 하스다 젠메이, 이토 시즈오 같은 일본낭만파의 영향하에 시와 소설, 수필을 동인지 문예문화에 발표하여 특히 하스다가 말한 〈황국사상〉, 〈야마토고코로〉, 〈미야비〉를 감명깊게 읽었다. 기미타케가 〈수면의 달〉(みのもの月), 수필 〈이세이야기에 관해〉(伊勢物語のこと)를 게재한 쇼와 17년 11월호에는 하스다가 〈신푸렌의 마음〉(神風連のこころ)이라고 이름한 일문을 게재. 이것은 하스다에 있어 구마모토 제제횡의 수년 선배인 모리모토 추 저의 《신푸렌의 마음》(국민평론사, 1942년)의 서평인데, 이 일문과 모리모토의 저서를 읽어본 기미타케는 뒷날 1966년(쇼와 41년) 8월에 신푸렌이 있었던 땅 구마모토에 찾아와 모리모토 추(구마모토상과대학 교수)와 면회하게 된다.
참고로, 미시마의 사후 무라마쓰 다케시가 시즈에로부터 들은 이야기로, 미시마가 중등과 졸업 전에 제일고등학교의 입학시험을 보았다 불합격을 했다는 설이 있으나, 미시마가 중등과 5년이던 9월 25일에 후미히코 앞으로 부친 편지에는, 고등과는 문과 을유(독어)로 한다고 전하는 기술이 있으며, 미시마 본인은 그대로 문예부의 기반이 형성되어 있던 학습원 고등과로 진학할 의사였다는 것이 보이고 있다. 또한, 미시마가 일고를 수험했으냐 안 했느냐는 어머니인 시즈에의 증언밖에 없고 사실관계가 불명확한 탓에 전집의 연보에도 보족으로서 '학습원 재학중에는 타교의 수험은 할 수 없었다는 설도 있다'고 부기되어 있다.

### 전시하의 청춘·대학진학과 종전
1943년(쇼와 18년) 2월 24일, 기미타케는 학습원 보인회의 총무부 총무간사가 되었다. 동년 6월 6일 보인회 춘계문화대회에서는 자작·연출의 극 《이윽고 방패와》(やがてみ楯と)(4막 4장)이 상연되었다(당초에는 번역극을 기획하였으나, 시국에 맞지 아니하다 하여, 야마나시 가쓰노신 학습원 원장으로부터 허가를 얻어, 부득이 기미타케가 창작극을 쓰게 되었다). 3월부터 《문예문화》에 《세세에 남기리》(世々に残さん)를 발표. 동년 5월, 기미타케는 《꽃이 만발한 숲》 등의 작품집을 출판화하기 위해 이토 시즈오와 상담하고 있던 하스다 젠메이와 교토에 사는 후지 마사하로를 소개받았으며, 신인 '미시마'에 흥미를 가지고 있던 후지도 출판에 마음이 동하였다.
동년 6월, 월1회 도쿄에 출장을 가는 후지 마사하로는 기미타케와 만나 니시스가모에 사는 의사 겸 시인인 하야시 후지마의 집에도 데려갔다. 그 이후 수년간 기미타케는 하야시와 문학적 문통을 하는 등 친하게 교제를 하게끔 되었다. 8월 후지는 기미타케의 책의 첫 출판에 대하여 "사람들이 안 한다 하면 내가 진력해서라도 추진하고 싶다"고 했으며, 하스다 역시 "국문학 가운데에서 이야기되고 있던 영(霊)과 같은 사람이다"라고 기미타케를 추켜올렸다. 하스다는 기미타케에 엽서를 보내어 "시우(詩友) 후지 마사하로가, 네 소설의 책을 걸맞은 서점에서 출판해야 함에 열심으로 생각하는바, 만일 괜찮다면 그 이의 호의를 받지 않겠나"라고, 작품원고를 후지에 송부할 것을 권하였다.
영미와의 전쟁이 격화되고 있는 가운데, 기미타케는 "미국과 같은 열약하등(劣弱下等)한 문화의 나라, 그깟것과 싸워 질까보냐 라고 생각합니다", "미와 영의 저 우인들, 속인들과 우리들은 영원히 싸워야만 하겠죠. 속된 정신이 세계를 덮는 순간, 그때야말로 세계의 멸망입니다."라고 신성한 일본 고대정신의 승리를 기원하였다. 또한 기미타케는 동맹국 이탈리아의 최고지도자 베니토 무솔리니에게는 호감을 가지고 있었으나, 나치 독일의 총통 아돌프 히틀러에게는 혐오감을 가지고 있었다.
동년 10월 8일, 그러저러 편지를 주고받던 아즈마 후미히코가 23세의 젊은 나이에 급서하여, 기미타케는 조사(弔辞)를 삼가 행하였다. 아즈마의 죽음으로 하여 동인지 《적회》는 2호로 폐간되고 말았다. 후미히코의 아버지 아즈마 후에히코에 따르면, 미시마는 죽을 때까지 후미히코의 기일에 매년 빠뜨림없이 묘전참배에 왔었다고 한다. 아울러, 이해 기미타케는 스기나미구 나리무네의 호리 다쓰오의 집에 들렀으며, 호리로부터 "심플해져라"라는 조언을 받았다 한다.
당시의 세정은 국민에게 "의례의 강요"를 하여, 전몰병사의 추도식 등의 일이 있을 때마다 오케스트라가 떠들썩하게 〈바다에 가면〉을 연주하고, 확성기로 "말을 미주알고주알 늘어놓는(御託宣をならべる)" 기풍이 있었으나, 기미타케는 이러한 흐들갑스러움에 "마치 아사쿠사 언저리 어느 변두리에 있는 극장의 시국편승극 그 자체같음에, 모독도 그 정도가 극하여, 분만(憤懣)함에 견딜 수 없습니다"라고 비판, 그저 마음 고요히 "전몰용사에 기념"이라고민 말하는 것으로 충분하다며 친구인 도쿠가와 요시야스에 전언하였다.
국민의례의 강요는 결국, 의식이나 제사 따위에의 전통적 일본고유의 감각을 잘디잘게 짓밟아 본말을 전도하고, 끝에는 국가정신을 형식화시키는 모략으로밖에 생각할 수 없습니다. 그 뜻이 좋다 하여 손쉽게 시인되어버리는 작금의 방식, 이것은 예술에 있어 무엇보다도 위험한 것이 아니오리까. 금번의 학제개혁으로 내년이나, 내내년에는 저도 군인이 되겠지마는, 그때까지, 일본의 문학을 위하여 싸우지 않으면 안 될 것들이 태산만큼 있습니다. (중략) 문학을 지킴이라 함은, 호국의 대업이올습니다. 문학자대회다 뭐다, 시국문학 생산문학이다 뭐다 하여 문학자가 허둥지둥 안절부절 쥐같이 어정거릴 때가 아니라는 말씀입니다.
 — 히라오카 기미타케 〈도쿠가와 요시야스 앞으로의 서간〉(쇼와 18년 9월 25일부)
그해 10월에는 재학징집연기임시특례가 공포되어 문과계의 학생은 징병유예가 정지되었다. 기미타케는 빠른년생인지라 해당되지 않았으나 내년 20세가 되는 동급생의 대부분(다이쇼 13년 5월 이후의 동년출생자)는 12월까지 입대가 의무화되었다(학도출진). 이에 앞서 10월 21일 비가 오는 가운데, 메이지 신궁 외원 경지장에서 성대한 '출진학도장행회'가 개최되어 기미타케는 그 뉴스에 중대한 관심을 가지고 귀기울였다.
동년 10월 25일 하스다 젠메이는 소집영장을 받고 구마모토에 가기 전, "일본의 앞일을 네게 맏기마"라고 기미타케에 전언하고, 이튿날 육군중위의 군장과 순백의 장갑을 착용하여 궁성 앞 광장에서 황거를 배례했다. 기미타케는 일본의 장래와 미적 천황주의(존황)을 하스다로부터 맡겨진 모양이 되었다. 후지 마사하루 역시 전장으로 향하는 출병 전에 "급작스럽게 부르심을 받아 미시마 군보다 일찍 가게 되었는바, 때마침 운좋게 일수를 기록하여 남기오니, 좋은 사람과 좋은 친구가 되어 한 해를 마음기쁘게 보냈던가"라는 일수를 기미타케에게 보냈다. 동년 12월 징병적령임시특례가 공포되어 징병적령이 19세로 낮아지게 되었다. 기미타케는 내년으로 바싹 다가선 자신의 입대를 각오하였다.

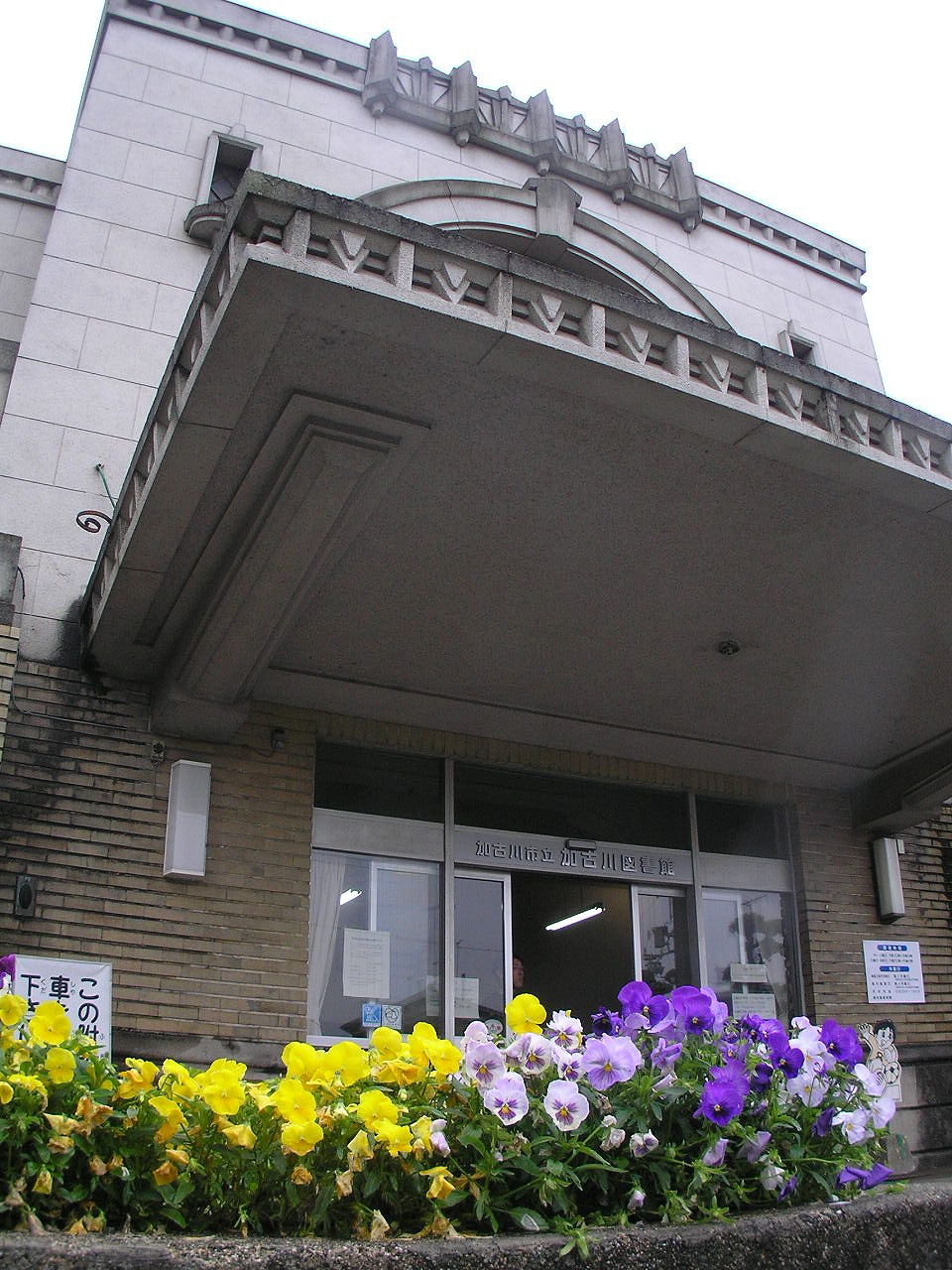
징병검사가 이루어진 구 가코가와정 공회당

1944년(쇼와 19년) 4월 27일, 기미타케도 본적지 효고현 인나미군 시카타촌 촌장 발신의 징병검사통달서를 받아 5월 16일 효고현 가코군 가코가와정(현 가코가와시)의 가코가와정 공회당에서 징병검사를 받았다. 공회당에 지금도 남아 있는 소나무 아래에서, 십관(약 40 킬로그램)의 모래를 넣은 쌀가마니를 들어올리는 등의 검사도 행해졌다.
본적지에서 가까운 가코가와에서 징병검사를 받은 것은 "시골 부대에서 검사를 받는 편이 그 가냘픔이 돋보여 징병되지 않고 끝날지 모른다 하는 아버지의 지혜"에서였으나, 결과는 제2을종으로 합격을 받아 그 부대에 입대하는 것이 되었다(소집영장은 익년 2월). 징병합격을 알게 된 어머니 시즈에는 슬피 울었으며, 기대가 무너진 아버지 아즈사도 낙심하였다. 급우 미타니 마코토 등 동급생의 대부분이 특별간부후보생으로서 지원하였으나, 기미타케는 일개 병졸로서 응소할 각오를 정하였다. 이는, 어차피 죽을 목숨이라면 하루라도 길게 1행이라도 많이 쓸 수 있는 편을 기미타케가 선택한 것이라고 미타니는 생각하였다.
징병검사 합격의 귀경길에 있던 5월 17일, 오사카의 스미요시 중학교에서 교사를 하고 있던 이토 시즈오를 방문하여 북지출정 전에 일시 귀향하고 있던 후지 마사하루의 집을 같이 방문하였다. 5월 22일 유작이 되리라 생각한 처녀출판본 《꽃이 만발한 숲》의 서문을 의뢰하고자 이토 시즈오의 집을 찾아갔으나, 그에게 나쁜 인상을 주는 바람에 "학교에 3시경 히라오카 옴. 석식을 내어줌. 俗人、神堀 옴. 사과를 대접함. 9시경까지 있었음. 역까지 전송함" 하고 일기에 쓰여졌다. 다만, 이토는 뒷날 《꽃이 만발한 숲》 헌정의 답례로 만날 기회가 너무 적다는 느낌이 듦을 기미타케에 전언하고, 전후에는 《곶에서의 이야기》(岬にての物語)를 읽고서 기미타케에 대한 평가를 재고하게 된다.
1944년 9월 9일, 학습원 고등과를 수석으로 졸업. 졸업생 총대가 된다. 졸업식에서는 쇼와 천황이 임석하여, 궁내성으로부터 천황으로부터의 은사의 은시계를 배수받았으며, 주일독일대사로부터 독일문학 원서 3권(나치 하켄크로이츠가 새겨짐)을 받았다. 감사의 말씀을 드리고자 학습원장 야마나시 가쓰노신 해군대장과 더불어 궁내에 참내하여 사은회에서 화족회관으로부터 도서 수 권을 받았다.
대학은 문학부에 진학한다는 선택지도 염두에 있었으나, 아버지 아즈사의 설득에 따라 동년 10월 1일에는 도쿄제국대학 법학부 법률학과(독일법학)에 입학(추천입학)하였다. 이곳에서 배운 단도 시게미쓰의 형사소송법강의의 '철저한 이론의 진행'에 매혹되어 숙달된 법학의 이론성이 소설이며 희곡의 창작에 있어 더없이 유용하게 쓰여 훗날 미시마는 아버지 아즈사에 감사를 표했다. 아버지는 기미타케가 문학에 열중하는 것을 반대하여 몇 번이고 집필활동을 방해하였으나, 아들을 법학부에 진학시킴에 따라, 미시마의 문학이 일본문학사상에 희유한 이론성을 가지게 된 것은 아즈사의 공적이라 해야 할 것이다.
출판통제에 따른 혹독한 종이부족의 와중, '이승의 유품'으로써 《꽃이 만발한 숲》의 간행에 기미타케는 분주하였다. 동년 10월 처녀단편집 《꽃이 만발한 숲》(장정은 친구 도쿠가와 요시야스가 맡아봄)이 칠장서원에서 출판되었다. 기미타케는 17일에 전달받은 견본책 1권을 먼저 입대 직전의 미타니 마코토에게 우에노역에서 헌정하였다. 자식의 문학활동에 반대하고 있던 아버지 아즈사였으나, 곧 소집을 당하게 될 기미타케를 위하여, 11월 11일 우에노(시타야구) 이케노하타(현 다이토구 이케노하타)의 중화요리점 우월장에서 출판기념회를 개최해줬으며, 어머니 시즈에, 시미즈 후미오 등 《문예문화》의 동인, 도쿠가와 요시야스, 하야시 후지마 등이 출석하였다.
서점에 진열된 《꽃이 만발한 숲》은, 당시 학생이던 요시모토 다카아키며 아쿠타가와 히로시 따위도 사서 읽어 각고의 문예부며 문학청년들 사이에서 학습원에 '미시마'라는 조숙한 천재소년이 있다는 둥의 소문이 퍼져갔다. 하지만 기미타케가 동인으로 재적한 일본낭만파의 《문예문화》도 물자부족이며 기업정비의 흐름 속에서 잡지통합요청으로 인하여 8월을 기하여 통권 70호로 종간되고 만다.
1945년(쇼와 20년), 결국 전황은 핍박하여 대학의 수업을 중단되고, 기미타케는 1월 10일부터 '도쿄제국대학 근로보국대'로서, 군마현 닛타군 오타정의 나카지마 비행기 고이즈미 제작소에 근로동원되어 총무부 조사과에 배속되었다. 사무작업에 종사하면서 기미타케는 소설 〈중세〉를 써나간다. 이전, 야스다 쇼주로에 요쿄쿠의 문체에 대하여 질문했을 때에 기대한 낭만주의적 답변을 얻지 못했던 기억을 되살려 〈중세〉를 엮어 쓰는 것으로 인공적인 호화로운 언어에 의한 절망감에 뒷받침되는 종말관의 미학의 작품화에 도전하여, 나카가와 요이치의 후의를 얻어 제1회와 제2회의 도중까지를 잡지 《문예세기》에 발표하였다.
생일인 1월 14일, 예기치 않게 귀경하게 되어 어머니 시즈에가 구워준 핫케이크를 맛있게 먹었다(이 추억은 후년, 유작이 되는 《천인오쇠》에 그려지게 된다). 2월 4일에 입영통지의 전보가 자택에 다다랐다. 기미타케는 '천황폐하만세'라고 끝맺은 유서를 쓰고 머리카락과 손톱을 잘라 남겼다. 나카지마 비행기 고이즈미 제작소를 떠나게 되었으나, 군용기 공장은 전년부터 본격화되고 있던 미군에 의한 일본본토공습의 우선목표였다. 기미타케가 입대검사를 받은 10일, 고이즈미 제작소는 미군의 폭격기에 의해 대공습을 받아 결과적으로 미시마의 응소는 재해를 면하게 하는 결과를 가져왔다.
동년 2월 6일, 머리를 마구 흩뜨리며 우는 어머니 시즈에의 전송을 받고서, 기미타케는 아버지 아즈사와 함께 효고현 미야아이촌 다카오카창사(廠舎)에 출입하였다. 감기로 몸져누워있던 어머니로부터 옮은 기관지염에 의한 현기증과 고열의 증상을 보이고 있던 기미타케는, 체재하고 있던 시카타촌의 지인의 집(好田光伊 댁)에서 극진한 간호를 받았다. 해열제를 복용하여 일단 소강상태에 접어들었으나, 10일 입대 검사 당시 알몸뚱이로 있는 바람에 추위로 인하여 고열이 된 기미타케는, 햇병아리 군의로부터 러셀이 들린다는 말을 듣고, 혈침도 높은 수치를 보이고 있어 폐침윤(결핵의 3기증상)을 진단받아 즉일귀향 명령을 받는다(이후에 도쿄의 병원의 정밀검사로 오진임이 드러났다). 이 부대의 병사들은 필리핀으로 파견되어 다수가 사상, 거의 전멸당했다.
전사를 각오한 셈이었음에도, 의사의 문진에 동조하여 과장된 병상보고를 답한 자신의 이때의 양가감정이 이후, 미시마의 안에서 자문자답을 되풀이하게 만든다. 이 신체의 허약함으로 인해 생겨난 심약함이나 행동으로부터 "거절당하고 있다"는 의식이 미시마에 있어 평생의 콤플렉스가 되어, 이후의 그에게 복잡한 생각(언제나 죽음의 관념을 의식하는 사생관이나, 전후는 '여생'이라는 감각)을 안겨주게 된다.
아즈사가 기미타케와 함께 자택으로 돌아오니 일가는 넘쳐나는 기쁨으로 어쩔 줄을 몰라 하였으나, 기미타케는 고열과 여독으로 인하여 홀로 멍한 꼴로 "특공대에 들어가고 싶었다"라는 말을 진지하게 중얼거렸다고 한다. 기미타케는 그 후 4월, 미타니 마코토 앞으로 "당신과 함께 장래에는, 일본의 문화를 짊어지고 일어설 의기를 품습니다만, 당신이 봉공을 끝내고 돌아올 때까지, 내가 터를 다져놓고 있을 생각입니다"라고 전언하며, 가미카제 특공대에 대하여 뜨거운 마음을 기록하였다. 병역은 즉일귀향을 받았지만서도, 일시 유예를 받은 것에 불과한지라 다시금 소집될 가능성이 있었다.
기미타케는 구리야마 리이치를 통하여 노다 우타로(《문예》의 편집장)을 알게 되어, 전시하에 단 하나 남은 문예지 《문예》에 〈서커스〉(サーカス)와 〈예수게이의 사냥〉(エスガイの狩)을 투고, 그중에서 〈예수게이의 사냥〉이 채용되었다. 처녀단편집 《꽃이 만발한 숲》은 노다를 통하여 3월에 가와바타 야스나리에게 헌정되었다. 가와바타는 《문예문화》의 기미타케의 작품군이며 〈중세〉를 읽어보았었다. 군마현의 마에바시 육군사관학교에 있는 미타니 마코토를, 미타니의 가족과 함께 위문중이던 3월 10일의 밤, 도쿄는 대공습을 당했다(도쿄대공습). 초토화된 도쿄에 서둘러 돌아와 기미타케는 가족의 무사를 확인하였다.
1945년(쇼와 20년) 5월 5일부터 도쿄보다도 위험한 가나가와현 고자군 야마토의 해군고자공창에 근로동원되었다. 종말관의 가운데 기미타케는 《이즈미 시키부 일기》, 《우에다 아키나리 전집》, 《고사기》, 《일본가요전집》, 《무로마치 시대 소설집》, 《하가쿠레》 따위의 고전, 이즈미 교카, 예이츠 등을 남독하였다. 6월 12일부터 수일간, 가루이자와에 소개(疎開)하고 있던 애인 미타니 구니코(三谷邦子, 친구 미타니 마코토의 누이동생)를 만나러 가서 난생처음으로 키스를 하였다. 귀경 후 7월, 전화가 악화되어 공습이 세차지는 한편 기미타케는 유작이 되리라 예상하고 있던 〈곶에서의 이야기〉를 쓰기 시작했다.
1945년(쇼와 20년) 8월 6일, 9일에 잇달아 히로시마와 나가사키에 원자폭탄이 투하되었다. 기미타케는 "세계는 끝났다"며 허무적인 기분이 되어 일부러 상공에서 눈에 띄는 하얀 셔츠를 입고 걸어다녔다. 10일, 기미타케는 고열과 두통으로 인하여 고자공창에서, 일가가 소개하고 있던 고토쿠지의 친척의 집에 귀가하여 매실 엑기스를 홀짝거리면서 자리에 누웠다. 8월 15일, 종전을 맞이하여 라디오에서 옥음방송을 듣던 와중, "이제부터는 예술가의 세상이니까, 역시 소설가가 되면 좋겠다"고 아버지 아즈사는 말했다.

### 종전 후의 고민과 초조
종전 직후, 기미타케는 학습원 은사인 시미즈 후미오에게 "옥음의 방송에 감루를 흐느꼈으며, 우리 문학사의 전통호지(護持)야말로 우리게 주어진 사명임을 확신하고 있습니다."라고 전송하였으며, 학습원의 후배에게는 "절망말고, 지순지고(至純至高)히 지미(志美)한 것을 위하여 생기발랄히 있어주십시오. (중략) 우리들은 임금님의 말씀을 받았으므로 우리들의 문학과 그것을 뒷받침하는 시심(詩心)은 개인의 것이 아니게 되었습니다. 지금이야말로 맑고도 드높게, 산뜻이 삶을 살아주십시오. 미흡하오나 저 역시 살아남아 싸움을 계속하겠습니다."라고 써 남겼다.

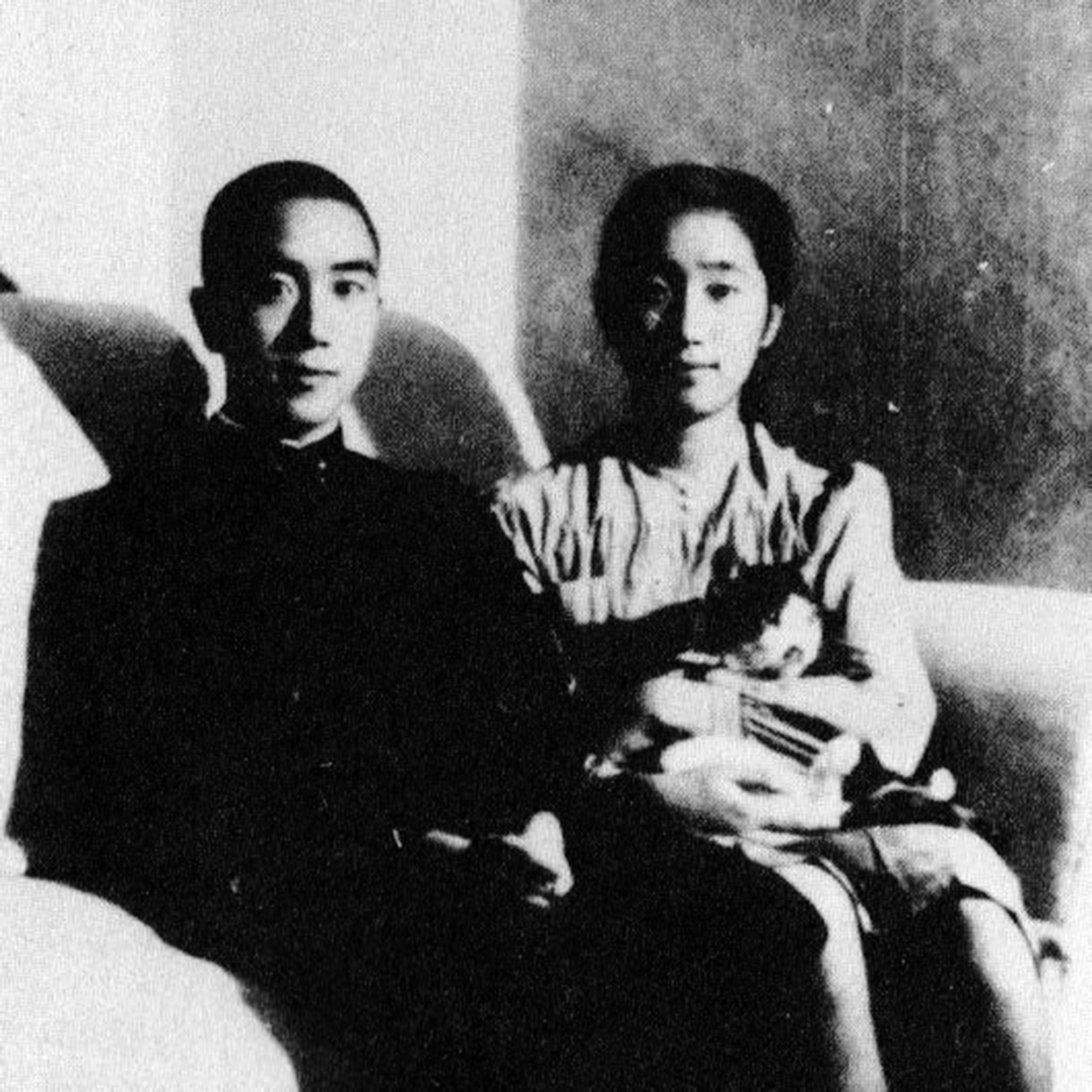
미시마 19세. 누이동생 미쓰코 16세와. 1944년 9월 9일 학습원 졸업식 후에.

미타니 마코토에게는 "제 자신 한몸 안에서라도 최대한 아름다운 질서를 구축해보고 싶다고 생각합니다. 전후의 문학, 예술의 부흥과, 이에 질서를 부여함에 미흡하나마 전력을 다하여 공헌하고픕니다."라고 전후에 대한 결의를 써 보냈으며, 9월 자신의 노트에 〈전후어록〉으로서 "일본적 비합리의 온존만이 백년 후 세계문학에 공헌하게 될 것이다."라고 기록하였다.
〈예수게이의 사냥〉을 채용한 《문예》의 노다 우타로에게도 "문학이란 북극성과 같이 질서와 도의를 그 본질으로서 전제로 하는 신께서 행하시는 일이므로, 그 신께 한눈 팔지 않고 열심히 봉사함으로써 우리들의 싸움은 반드시 승리를 거둘 것으로 확신하고 있습니다."라고 열띤 마음을 전한 기미타케였으나, 전시중에 유작으로 삼을 각오로 쓴 〈곶에서의 이야기〉를 노다로부터 "아쿠타가와상이나 문단에나 맞을 작풍"이라고 엉뚱한 오해를 사서 "약삭빠른" 작품이라고 거절을 당하고 만다. 이로 인하여 기미타케는 한 사람 몫을 하는 작가로서의 장래설계에 여러가지로 고심하게 된다.
기미타케가 사숙(私淑)하고 있던 하스다 젠메이가 말레이 반도에서 육군중위로서 종전을 맞이하였으나, 동년 8월 19일에 주둔지 말레이 반도의 조호르바루에서 천황을 우롱한 연대장 나카조 도요마 대좌를 군용권총으로 사살하고 자신도 관자놀이에 권총을 쏴 자결했다(몰년 41세). 기미타케는 이 부고를 익년 여름에야 알게 되었다.
1945년(쇼와 20년) 10월 23일 누이동생 미쓰코가 장티푸스로 17세에 급사하여 기미타케는 소리높여 울었다. 아울러 6월 가루이자와 방문 후 구니코와 결혼을 미타니가로부터 타진을 받았을 때 머뭇거린 기미타케는, 동년 11월 말 혹은 12월경 구니코가 은행원 나가이 구니오(부친 나가이 마쓰조)와 혼약했음을 전해듣게 되었다. 익년 1946년(쇼와 21년) 5월 5일 구니코와 나가이는 결혼하여 기미타케는 그날 자택에서 만취하였다. 애인을 빼앗긴 꼴이 된 기미타케에 있어 "여동생의 죽음과, 그 여성의 결혼, 두 가지의 사건이, 내게 이후의 문학적 정열을 추진하는 힘"이 되었다. 구니코의 결혼 후인 동년 9월 16일, 기미타케는 구니코와 길에서 조우하여, 그날의 일을 일기와 노트에 기록하였다.
우연히 구니코를 만나게 되었다. 시험이 끝났으므로 친구들을 찾아갔는데, 부재중이라 했으며, 2시에 돌아온다고 하여 근처를 어슬렁어슬렁 정처없이 거닐고 있던 무렵, 불려서 멈춰세워졌다. 그녀는 전보다도 젊게 오히려 처녀답게 보였다. (중략) 그날 하루종일 나의 가슴은 어딘가 계속 찔리고 있던 모양새였다. 전날만 해도 왜인지 모르겠으나 나는, 괴테의 대화 속에서 그가 애인과 해후하는 밤거리의 일을 몇 번이고 읽었던 것이었다. 그것은 예감이었다. 세상에는 아직 수수께끼가 존재한다. 그리고 그 우연한 만남은 이번 소설을 쓰라는 암시인가? 쓰지 말라는 암시인가?
 — 히라오카 기미타케 〈노트(쇼와 21년)〉
이같은 구니코와의 일은 후일의 자전적 소설 《가면의 고백》에서 자세히 쓰여지게 된다.
1946년(쇼와 21년) 1월 1일 쇼와 천황이 '인간선언'의 조서를 발표한다. 또한 그에 앞서 1945년 9월에는 연합군 점령하의 일본의 최고사령기관 GHQ의 총사령관 더글러스 맥아더와 쇼와 천황이 회견하여 그 사진이 신문에 게재되었다. 기미타케는 이에 대하여 친우인 미타니 마코토에 "어째서 의관속대 차림의 어사진(御写真)으로 하지 않았을까" 하고 중얼거렸다고 한다. 또한 미타니와 잿더미 투성이의 하치코 앞을 거닐던 무렵에는 천황제를 공격하기 시작한 저널리즘에 대한 분노를 표출하였으며 "저 따위 말은 필경에는 세상에서 받아들여 줄 리가 없다"며 강하게 단언하였다 한다. 미타니는 그 무렵의 기미타케의 말에는 "논리없는 격렬함이 있었다"고 술회한다.

아울러 이 시기에 마침 사이토 기치로(斎藤吉郎)라 하는 일고의 문예부 위원으로서 기미타케가 17세 무렵 친교가 있던 인물이 동시대의 시인들의 시집을 총서의 형태로 출판하는 계획에 관여하여 기미타케의 시도 총서의 한 권으로 삼아보고 싶다는 말을 건냈다. 기미타케는 이에 기쁘게 응하여 그 시집명을 《풍요의 바다》라고 하는 안이 이하와 같이 회신되었으나, 그 시집은 용지의 입수가 힘듦 등의 사정으로 인하여 실현되지 못했다.
이 시집에는 황량한 달세계의 물 없는 바다의 이름, 환요(幻耀)의 외면과 암흑의 실체, 삶의 빛나는 환영과 죽음의 본체를 상징하는 《풍요의 바다》라 이름을 붙이자, 하는 생각까지 미쳤습니다. 시집 《풍요의 바다》는 삼부로 나뉘어 연가와 사상시와 담시로 나뉘어집니다. 유년소년 무렵의 시도 얼마간 실어보고 싶은 것이 있습니다마는, 그것은 귀하의 선택에 달렸습니다. 이것이 귀하의 후의에 대한 나의 사양없는 답변입니다.
 — 히라오카 기미타케 〈사이토 기치로 앞으로의 서간〉(쇼와 21년 1월 9일부)

### 가와바타 야스나리와의 만남

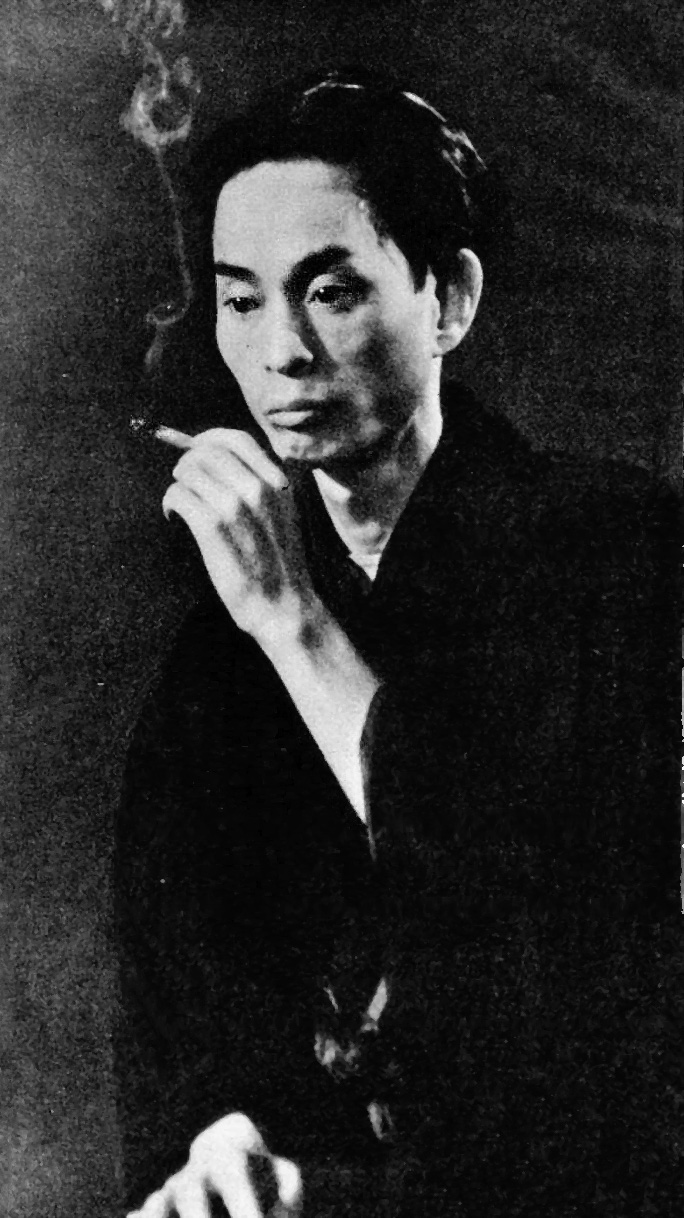
가와바타 야스나리

GHQ 점령하의 일본에서는 전범의 낙인이 찍힌 군인이 처형되었을 뿐만 아니라(극동국제군사재판), 요직에 있던 각계의 인간들이 공직추방되었다. 매스컴이며 출판업계에서도 '프레스 코드'라고 하는 검열이 행해져 일본을 찬미하는 일은 허용되지 못했다. 전시중 미시마가 속해 있던 일본낭만파의 야스다 요주로, 사토 하루오, 그 주변의 나카가와 요이치며 하야시 후치오 등은 전후의 좌익문학자와 기회주의 작가 등으로부터 전쟁에 협력한 '전범문학자'라며 규탄당했다. 일본낭판마의 한 사람으로서 "천재 기를 가졌던 소년"으로서 미시마는 "이십살에 벌써 시대에 뒤떨어져버린 자신"을 발견하고 어쩔 줄을 몰라 전후에는 "어떤 사람에게도 한 사람 몫으로 취급되지 못하는 비력(非力)한 일개 학생"에 지나지 않음을 자각하고, 초조감을 느꼈다.
전쟁의 혼란으로 인하여 《문예세기》의 발간은 전후가 되서도 중단된 채로 〈중세〉는 도중까지밖에 발표되지 못했다. 미시마는 종전 전, 가와바타 야스나리로부터 〈중세〉와 《문예문화》에서 발표된 작품을 읽고 있다는 편지를 받았는데, 가와바타가 그 작품의 상찬을 다른 누군가에게 넌지시 말했다는 소문도 듣게 되었다. 그것을 부탁의 동아줄로 삼아 "무언가 자신을 용기 복돋아주는 사정"도 있었기에 미시마는 〈중세〉와 신작단편 〈연초〉의 원고를 들고 제대의 겨울방학 와중이던 1946년(쇼와 21년) 1월 27일 가마쿠라 이단당에 머무르고 있던 가와바타에게 처음으로 방문하였다. 신중하고 예의를 중히 여긴 미시마는 이때 노타 우타로의 소개장도 지참하였다.
미시마는 가와바타에 대하여 "전쟁이 끝났을 때, 그 분은 다음과 같은 의미의 말을 내뱉었다. "나는 이다음부터도 일본의 슬픔, 일본의 아름다움만을 말하러이다"――이것은 마치 한 자루의 피리와 같은 비탄처럼 들렸기에 내 가슴은 두근거렸었다"고 말하고 있으며, 가와바타의 《서정가》 따위에 현저하게, 다만 서정적·감각적일 뿐만 아닌 "영(霊)과 육(肉)의 일치", "한낮의 신비한 세계"에도 깊은 공감성을 품고 있었다. 그와 같은 심령적인 것에 대한 감성은 미시마의 〈꽃이 만발한 숲〉이나 〈중세〉에도 나타나 있으며, 가와바타의 작품세계와도 상통한다.
동년 2월, 미시마는 칠조서원(七丈書院)을 합병한 치쿠마쇼의 잡지 《전망》 편집장 우스이 요시미를 찾아가 8편의 원고를 선보였다. 우스이는 그다지 좋아하는 작풍이 아니었기에 마음에 맞지 아니하였으나 "어쨌든 일종의 천재이다"라며 〈중세〉를 채용하려 하였으나, 고문인 나카무라 미쓰오는 "어처구니없군, 마이너스 150점(120점이라고도)이다"라며 각하하여 몰서(沒書)하고 말았다. 낙담한 미시마는 "이래서야 착실하게 공부하여 공무원이 되는 수밖에 없다"고 생각지 않을 수 없었다.
한편 〈연초〉를 읽어본 가와바타는 2월 15일 자신이 간부를 담당한 가마쿠라문고 발행의 잡지 《인간》의 편집장 기무라 도쿠조에게 원고를 보여주며 게재결정을 내렸다. 〈연초〉는 6월호부터 발표되어 이것이 미시마의 전후 문단으로의 발판이 되어주었으며, 그 이후의 가와바타와의 생애에 걸친 사제관계와 같은 강한 인연의 기초가 형성되게 되었다.
그렇지만서도 그 관계는 소설작법(구성 따위)의 지도나 비평을 받는 문하생적인 것이 아니었기 때문에, 미시마는 가와바타에게 '선생'이라는 호칭을 사용하지 않았고 "자신을 세상에 내보내주신 유일한 대은인", "평생 잊지 않을 분"이라는 그에 대한 강한 마음으로부터, 한 명의 존경하는 가까운 사람으로서 구태여 '가와바타 상(川端さん)'이라고 불렀으며, 책을 증정할 때에도 반드시 '님(様)'을 붙여 썼다. 가와바타는 미시마가 착수하고 있던 최초의 장편(도적)의 각장이며 〈중세〉를 친척처럼 퇴고, 지도하여 대학생이던 그에 이바지하였다.
우스이와 나카무라가 거의 무명이던 학생작가 미시마의 작품을 거절한 가운데, 새로운 재능의 발굴에 뛰어나며, 이질적인 신인에도 관용을 베푼 가와바타가 미시마를 후원함으로써 가와바타의 '신인발견의 명인'이라는 별칭은, 그 이후로 더한층 세기를 올리게 된다. 직업의 특성상 수많은 신인작가와 접해 온 기무라 도쿠조 역시, 만나고서 최초의 수분만에 "압도될만큼의 자질을 감지"한 것은 가토 슈이치와 미시마 2명 밖에 없었다며, 미시마는 조언하면 할수록 경탄스러운 "재능의 광채를 과시"하며 발전해갔다고 했다.
그러나 당시, 셋집에 살던 미시마의 가족(히라오카 가)은 집에서 쫓겨날 정도로 경제상황이 곤궁하였다. 아버지 아즈사는 전전인 1942년(쇼와 17년)부터 퇴직하여 연줄을 타고 입사한 일본와사용목탄주식회사(10월부터 일본신탄주식회사)는 전후 기능정지가 되었다. 미시마는 장래 작가로서 입신출세하고 싶다고 생각하는 한편으로 문학에 가난이 영향을 미치지 않게 하려는(즉 상업적 집필로 빠지지 않으려는) 요량에서 생활유지를 위하여 대학에서의 법학 공부에도 힘을 썼다. 아즈사는 전후에 일시적으로 자식이 작가가 되는 것을 이해하는 표를 했었으나, 역시 안정적인 대장성의 공무원이 되기를 바랐다.
어느 날 기무라 도쿠조는 미시마와 제대 도서관 앞에서 약속 후 만나, 잔디밭에서 1시간 정도 잡담할 무렵, 강의를 들으러 돌아가는 미시마를 호기심에서 뒤를 따라 교실을 훔쳐보았다. 그 모습을 기무라는 "미시마 군이 들어간 26번 교실을 엿보았더니, 착실한 우등생이 하는 양으로 미리 자리를 잡아두었던 모양이었다. 교단의 정면 2열 부근에서 착석한 뒷모습이 눈에 들어왔다. 게으름이나 피우던 학생이었던 나 따위가 생각에도 미치지 못한 것이었다."고 술회하고 있다.
동년 여름 하스다 젠메이가 종전시에 자결했을 처음으로 알게 된 미시마는 11월 17일 시미즈 후미오, 나카가와 요이치, 구리야마 리이치, 이케다 쓰토무, 사쿠라이 다다요시, 아베 로쿠로, 이마다 데쓰오와 더불어 세이조대학 소심료(素心寮)에서 '하스다 젠메이를 그리워하는 모임'을 개최, "고대의 눈[雪]을 괴이며, 그대는 그 몸에 고대를 나타내어 자취없는 알돌(玉石)에, 우리 근대에 남겨져 보람없이, 애체(靉靆)의 눈을 그리워하며, 그 몸은 막막한 진토에 묻혔노라"라는 시를 궂긴 하스다에 바쳤다.
전후 그들과 거리를 둔 이토 시즈오는 결석했으며, 하야시 후지마 역시 하스다의 죽음을 두고 "골이 난다"며 비판했으며, 사토 하루오는 하스다를 두둔했다. 미시마는 모임을 개최한 이튿날 시미즈 앞으로 "황국(黄菊)의 내음 풍기는 모임에서, 하스다 씨의 넋도 함께 자리하여 계신 듯이 생각되어 옛 문예문화 동인의 모임을 신의 모임에 빗대었던 무렵을 그리웁게 떠올렸습니다. 이러한 모임을 몇 번인가 거듭해가며, 문예문화 재흥의 기회를 준비하고 싶다고 생각합니다만 어떠십니까?"라는 편지를 부쳤다.
패전 전후에 결쳐 쓰여진 〈곶에서의 이야기〉는 가와바타의 조언에 따라 고단샤의 《군상》에 가져가서 11월호에 무사히 발표되었다. 이것을 판매하러 갔을 때 미시마는 일본옷 차림으로 하카마를 입었다고 한다. 《인간》의 12월호에는 가와바타로부터 《장군 요시히사 훙서기》(将軍義尚公薨逝記)를 빌려 퇴고한 〈중세〉가 전편 게재되었다.
당시의 미시마는 양친과 동거는 하고 있었지만서도 생활비를 원조받지는 아니했으며 자신의 원고료로써 생활을 지탱해나갔고, 동생 치유키에게 용돈을 주고 있던 것이 2005년에 발견된 〈회계일기〉(쇼와 21년 5월부터 쇼와 22년 11월까지 기재)를 통해 밝혀졌다. 이같은 금전의 지출기록은 작가로서 자립할 수 있는가 모색하려던 것으로 생각된다.
가와바타를 만남으로서 미시마는 프로 작가로서 제일보를 걷게 되었으나, 아직 미시마가 세상에 나기도 전부터 그 2인은 운명적이라 할 수 있는 신비한 인연이 있었다. 미시마의 아버지 아즈사가 도쿄제대 법학부 학생이던 무렵 정문 앞에서 동급생 미와 주소가 낯설은 "빈약한 일고생"과 걸어다니는 모습을 마주쳤는데, 그 사람이 바로 가와바타였다. 그로부터 수일 후 아즈사는 미와로부터 가와바타 야스나리라는 남자는 "우리들이 가지고 있지 않은 대단한 감각과 신경의 소유자"이므로 너 역시 사귀어보지 않겠느냐는 권유를 받았으나, 문학과 담을 쌓고 있던 아즈사는 "분야가 서로 다른 사람끼리는 사귈 자격이 없어"라며 웃으며 소개를 거절하였다 한다.

### 학생작가 시대와 다자이 오사무와의 대면
〈연초〉와 〈중세〉가 게재되기는 하였으나 그에 대한 이렇다 할 평가는 없었으며, 법학의 공부도 계속해나가고 있던 와중 작품이 잡지 게재되면서 몇 명인가 새로운 문학적 교우를 얻는 미시마는, 그 가운데에서 야시로 세이치(와세다고등학원 재학중) 등의 권유를 통해 당시의 청년으로부터 열광적 지지를 얻은 다자이 오사무와 그의 이해자인 가메이 가스이치로를 둘러싼 모임에 참가하기로 하였다. 미시마는 다자이의 "희유한 재능"은 인정하고 있었으나 그 "자기극화화(自己劇画化)"의 문학은 혐오했으므로 "애증의 법칙"에 의해서인가 "생리적 반발"을 느끼고 있었다.

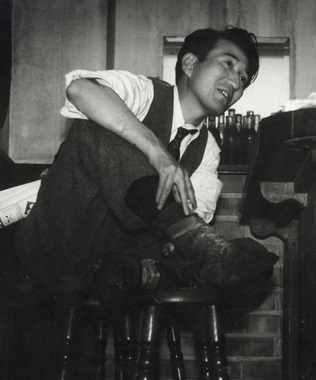
다자이 오사무 (1946년, 긴자의 바 '루팡'에서)

1946년(쇼와 21년) 12월 14일, 미시마는 비백(飛白)무늬의 기모노에 하카마를 입고서, 나카노역 앞에서 야시로 등과 오전 4시에 만나서 "호주머니에 비수를 감추고서 집을 나서는 테러리스트적 심경"으로 주연이 베풀어진 네리마구 도요타마나카 2-19의 시미즈 가의 별가를 버스를 타고 향했다.
미시마 이외의 출석자는 전원 야시로와 같은 부립제오중학교 출신으로서 나카무라 미노루(일고 재학), 하라다 류키(原田柳喜, 게이오 재학), 이사카 류이치(井坂隆一, 와세다고 재학), 신초샤에 근무하는 노하라 가즈오, 그 집에 하숙하고 있던 이데 히데토시(出英利, 와세다고 재학, 이데 다카시의 차남)과 다카하라 기이치(高原紀一, 히토츠바시 상학부), 집주인되는 시미즈 이쓰오(清水一男, 고주 재학의 15세)의 면면이었다.
미시마는 다자이의 정면 자리에 안내되어, 그가 이따금씩 생각해낸 듯한 대단히 즐거운 기분에서 말하는 아포리즘스러운 문학담을 진지하게 귀기울여 들었다. 이윽고 미시마는 모리 오가이에 대하여 의견을 물었으나, 다자이는 "그거야, 임마, 모리 오가이 따윈 소설가도 아냐. 그도 그럴 게, 전집에 실려있는 사진만 봐보라고. 군복 차림의 사진을 당당하게 찍고 앉았어, 뭐냐고 그게" 하며 다자이식으로 도회(韜晦)를 담아 대꾸했다.
술을 마시지 않는 미시마는 "어디가 나쁘단 겁니까" 하고 표정을 고쳐 진지하게 오가이론을 전개하였으나, 거나하게 취해 있던 다자이는 제대로 반론하지 못했고, 양자의 대화는 서로 아귀가 맞지 않았다. 그 주연에 떠도는 "절망찬미"의 "엄벙뗑하는" 분위기, 다자이를 사제로서 삼아 "자신들이 시대병(時代病)을 대표한다는 자부심에 찬" 서로가 맞장구쳐주는 분위기를 감지한 미시마는 그 자리에서 못박아두고자 했던 "저는 다자이 씨의 문학이 싫습니다"라는 말을 그때 내뱉었다.
이 말에 대하여 다자이는 허를 찔린 듯한 표정을 지으며, "안 좋아한다면, 안 오면 되는 일 아니냐"고 얼굴을 돌린 후 누구 들으라는 듯이 "말은 그렇게 하면서도, 이렇게 온 것을 보니, 역시 좋아하는 거겠지. 응, 역시 좋아하는 게지"라고 말했다. 열없어진 미시마는 그 자리를 떠났으며, 그것이 다자이와의 처음이자 마지막 대결이 되었다.
그 후 다자이는 〈사양〉을 《신조》에서 연재하게 되는데, 이에 대한 감상평을 미시마는 가와바타에 이하와 같이 써 보냈다.
다자이 씨의 〈사양〉 제3회 역시 감명깊게 읽었습니다. 멸망의 서사시에 근접하여, 훌륭한 예술적 완성이 예견됩니다. 다만 아직 예견된다고 밖에는 말씀드릴 수 없습니다. 완성의 일보직전에 무너져내릴 듯한 다자이 씨 특유의 묘한 불안이 아직 달라붙어 있습니다. 다자이 씨의 문학은 결코 완벽해질 수 없다고 생각하옵니다. 다만 서사시라 함은 반드시 완벽하지 않으면 안 됩니다.
 — 미시마 유키오 〈가와바타 야스나리 앞으로의 서간〉(쇼와 22년 10월 8일부)
1947년(쇼와 22년) 4월, 고사기와 일본서기의 소토오리히메 전설을 제재로 한 〈카루 왕자와 소토오리히메〉가《군상》에 발표됐다. 미시마는 전년 1946년(쇼와 21년) 9월 16일에 우연히 재회한 유부녀 나가이 쿠니코(永井邦子, 결혼전 성은 미타니)로부터 그 2개월 후인 11월 6일에 전화를 받은 이래 몇번인가 그녀와 만나게 되거나, 친구들과도 무도장에 다니기도 했으나, 마음속으로는 "생활의 황량한 공백감"이나 "시대의 아픔"을 안고 있었다.
동년 6월 27일, 미시마는 신바시의 불탄 건물에 있던 신문사 신석간에서 하야시 후사오(林房雄)를 처음으로 만났다. 동년 7월, 취직활동을 하고있던 미시마는 스미토모 은행과 일본권업은행의 입행시험을 수험하나, 스미토모는 불채용, 권업은행 쪽은 논문이나 영어 등의 필기시험에는 합격했으나 면접에서 불채용됐다. 역시 관리가 되는 건을 생각한 미시마는 동년부터 고등문관시험을 받기 시작했다.
8월, 《인간》에 발표한 〈밤의 준비〉는 가루이자와역을 무대로 하여 전시중의 쿠니코와의 체험을 바탕으로 호리 타츠오의《성가족》류의 프랑스 심리소설에 가탁한 수법을 취한 것이었다. 하야시는 이것을 나카무라 신이치로의 〈요파〉(妖婆)와 함께《신석간》의 일평에서 다루고, 〈밤의 준비〉를 "지금의 일본 문단이 상실하고 있는 귀중한 것"이라고 고평가하여, 이것을 무시하고자하는 "문단의 몰상식을 증오한다"라고까지 썼다.
이에 감격한 미시마는 하야시에게 사례를 말하러 9월 13일의 신석간의 '13일회'에 갔다. 하야시는 취해서 돌아오다가 3층 창문에서 방뇨하는 등 호방했지만, 아직 학생인 미시마를 1인분의 작가로써 인정하고 말상대가 되었기에 호감을 가진 그는 친교를 가지게 되었다. 당시의 미시마는 호리의 제자였던 나카무라 신이치로가 소속된 마티네 포에틱의 작가들(가토 슈이치, 후쿠나가 다케히코, 구보타 게이사쿠)과 좌담회를 하는 등 친근감을 가지고 있었으나, 점차 그들의 사상적인 '명백한 프랑스향'이나, 일본고래의 '위험한 미'인 심중(心中, 연인 사이의 동반자살)을 인정하지 않는 설교적 휴머니즘에, "프랑스는 프랑스, 일본은 일본이 아닌가"라고 반감을 표하여 동인이 되지는 않았다.
〈밤의 준비〉는 당시의 문단에서 혹평받아, "훌륭"하지만 "그가 쓰고 있는 소설은 그 자신의 삶과 아무 관계도 없다"라는 다카미 준과 나카지마 겐조의 몰이해한 합평이《군상》11월호에서 이루어졌다..
이에 분개하여 이해하기 쉬운 리얼리즘풍인 소설만 존중하는 그들에게 전부터 싫증이 났던 미시마는, 집필중이던〈도적〉의 창작노트에 "이 저속한일본의 문단이, 조금의 저항도 느끼지 않고 인정하고 심저어 붙잡을 작품의 가치를 알려주겠다."라고 눌러적었다.

대학졸업 가까이의 11월 20일, 미시마가 염원하던 단편집《곶에서의 이야기》가 사쿠라이 서점에서 간행되었다.〈곶에서의 이야기〉〈중세〉〈카루 왕자와 소토오리 공주〉를 담은 이 책을 이토 시즈오에게도 헌정한 미시마는 이토로부터의 격려의 답례엽서에 감격하여, "이 엽서가 나의 행운의 상징처럼 여겨져, 마음 따뜻한 매일을 보낼 수 있습니다."라고 기쁨을 전해, 이하와 같이 문단에의 불만을 적어보내고 있다.
도쿄의 어수선한 생활 가운데 고귀한 정신을 놓치지 않으려는 노력은, 마치 풀장의 다이빙대 위에서 별을 바라보는 것과 같습니다. 묘한 비유입니다만, 별에 정신이 팔려있어서는 아름다운 폼으로 뛰어들지 못하여, 발밑은 흐트러지고, 그렇게 별 따위에 눈길도 주지 않는 사람들에게 뒤처지고 마는 겁니다. 저녁 무렵 풀장 주변에 모인 관객들은 선수의 눈에 비친 별빛따위 봐주지 않습니다. (중략)

"내가 첫 행을 띄울 때는 절체절명한 체념의 끝이로다. 즉, 좋은 것이 쓰고싶다는 생각을 단념하고 버려버리는 것이다." 가와바타 야스나리씨께 앞서 받은 이처럼 격렬한 고백이 무엇인지 점점 깨닫고 있습니다. (중략)

도쿄에서는 인상비평이 멸종했습니다. 예를 들면 나카자토 쓰네코나 기타바타케 야오 같은 아름다운 여류작가가 불우합니다. 가와바타 야스나리 씨가 평단에서 완전히 묵살되고, 히나츠 고노스케 씨는 더욱 고좌(枯坐)해서 화석이 돼버리는 듯 합니다. 요코미쓰 리이치 씨의 죽음에 대해서 온갖 결례와 모독이 계속되고 있습니다. 제가 사랑하는 것들이 모조리도 모여 이렇게 짓밟히고 있는 장소에서, 어찌 누긋하게 호흡 따위를 할 수 있겠습니까.
 — 미시마 유키오〈이토 시즈오 앞으로의 서간〉(쇼와 23년 3월 23일부)

### 전후 문학

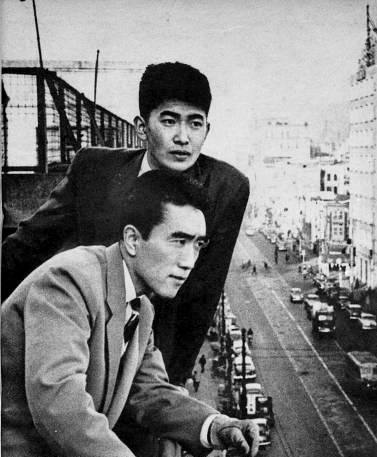
미시마 유키오와 이시하라 신타로 (1956년)

가와바타 야스나리의 추천으로 문단에 데뷔했다. 첫 소설인 《도적》을 1946년에 쓰기 시작, 1948년에 발간하여 전후 작가 2세대에 속하게 됐다. 사회에 적응하기 위하여 가면 뒤로 숨어야 하는 한 젊은 잠재적인 동성애자에 관한 자전적 소설인 《가면의 고백》을 뒤따라 발간했다. 이 소설은 굉장한 인기를 얻었고, 미시마는 24세에 유명 인사가 됐다. 미시마는 소설뿐만 아니라, 수필, 가부키 극의 희곡을 썼고, 전통적 노 드라마의 현대적 판본을 작성하기도 했다. 또한 《태양의 계절》로 인기를 끌었던 이시하라 신타로와 더불어 당시 매스컴의 주목을 받았다. 영화에 출연하기도 하고, 자신의 작품 《우국》을 영화화하여 제작.감독 뿐만 아니라 주인공 역을 맡기도 했다. 미시마는 일본인 작가로서 해외에 널리 알려져 국제적 작가로서의명성을 얻었다. 유럽과 미국에서 많은 독자층을 확보했고, 대표작들은 대부분 영어로 번역됐다. 그는 광범위하게 여행을 다니며, 많은 외국 출판인들과 사귀었고, 노벨 문학상 후보에도 두 번이나 지명됐다. 그러나 1968년 자신의 초기 조언자인 가와바타 야스나리가 노벨 문학상을 수상하자, 미시마는 가까운 장래에 또다른 일본 작가가 그 상을 수상할 가망성이 희박하다는 것을 깨달았다. 또한 미시마는 1940년대의 일본 문단에 자신을 소개했고, 나이 든 가와바타에게 상이 돌아가기를 원한 것으로 전해진다.

### 할복 자살
1966년 민병대 "방패의 모임(楯の會)'를 결성, 우익 정치 활동에 본격 참여했다. 방패회는 무장 투쟁 훈련을 했다. 이는 이후 일본의 신우익 운동에 큰 영향을 미쳤다. 미시마는 1968년에 <문화방위론>을 간행했다. 이는 무질서할 정도로 자유롭게 전개되어 왔던 일본 문화의 정신과 '미의 총람자(總攬者)'로서 그것에 질서를 부여하는 천황이라는 존재를 물질 문명의 더러움으로부터 구해내고, 또한 공산주의의 손으로부터 지키려면 무력이 필요하다는 주장을 담고 있다. 미시마는 <문화방위론>의 마지막 부분에서 이는 현행 헌법하에서도 실현 가능하다고 서술했다. 죽기 직전 마지막 작품인 "《풍요의 바다 4부작》"을 완성했다. 1969년 우익 운동가 에토 고사부로의 자결에 큰 영향을 받아 1970년 11월 25일 방패의 모임 대원 4명과 함께 자위대 이치가야 주둔지에 '우수 자위대원 표창'을 명목으로 들어가 자위대 동부 방면 총감과 면담하던 중에 가지고 간 일본도로 위협해 인질로 잡은 뒤 부하 8명을 부상하게 했다. 총감의 방 앞 발코니에서 몰려든 기자들을 향해 미일 안보조약 개정, 헌법 개정을 요구, 자위대의 쿠데타를 촉구하는 '이치가야 연설'을 했으나 정작 자위대원들이 냉담한 반응을 보이자 연설을 종료한 지 5분 후 모리타 마사카쓰와 함께 할복 자살했다. 이 사건은 세간에 큰 충격을 안겼다.

## 사후의 영향
미시마의 자살을 둘러싸고 수많은 의혹이 일어났다. 미시마의 자살은 대다수의 국민들에게 시대착오적인 행위로 인식된 반면, 일본의 보수주의 운동에 전환점을 마련한 사건으로 평가된다. 그의 자살 이후 그와 함께 할복자살한 모리타 마사카즈의 동료들을 중심으로 신우익 운동이 일어났는데, 이들은 자민당정권과 미국의 패권주의에 반대하는 우익 세력의 한 축으로 현재까지 존재하고 있다. 또한, 그는 가장 중요한 일본의 전후 스타일리스트 중 한 명으로 인식되었다. 40권의 소설집과, 18권의 희곡집, 20권의 단편집, 그리고 최소한 20권의 수필집이 단행본으로 출간됐다.
또한 그의 죽음은 헝가리와 폴란드등지에서 반소련 운동이 격화되던 시기, 정부에 저항하던 지식인들과 학생에게도 많은 영감을 주었다. 일례로 헝가리의 시인 이스트베인 바린토는 그의 죽음을 추모하며 'Harakiri'라는 시를 지었으며 그가 죽은 뒤 1년 후에는 미시마의 영화 '우국'을 보고 감명받은 프랑스의 시인 엠마누엘 로텐에 의해 '사랑과 죽음의 의식'이라는 시가 '미시마에게 바치는 시'라는 부제를 달고 발표되기도 했다.

## 수상
- 1954 8월에 《파도소리》를 발표하여 12월에 제1회 '신조사 문학상' 수상.
- 1955 희곡 《흰개미의 집》으로 제2회 '기시다 연극상' 수상.
- 1957 1월, 《금각사》로 제8회 '요미우리 문학상' 수상.
- 1964 10월에 《비단과 명찰》을 발표하여 11월에 '마이니치 예술상' 수상.
- 1965 노벨상 후보에 오름
- 1967 노벨상 후보에 오름

## 주요 작품
- 소설

1. 꽃이 만발한 숲 1941
2. 담배 1946
3. 도적 1948
4. 가면의 고백 1949
5. 사랑의 갈증 1950
6. 순백의 밤 1950
7. 푸른 시절 1950
8. 금색(禁色)1951-1953
9. 파도 소리 1954
10. 금각사 1956
11. 비틀거리는 미덕 1957
12. 교쿄의 집 1959
13. 향연은 끝나고 1960
14. 우국 1961
15. 아름다운 별 1962
16. 오후의 예항 1963
17. 비단과 명찰 1964
18. 풍요의 바다,4부작(1965-1970)

- - 1부, 봄의 눈
  - 2부, 분마
  - 3부, 새벽의 사원
  - 4부, 천인오쇠
- 희곡

1. 로쿠메이칸 1956
2. 근대노가쿠집 1956
3. 열대야 1960
4. 10일의 국화 1961
5. 사드후작 부인 1965
6. 스자쿠가의 멸망 1967
7. 내 친구 히틀러 1968

- 평론

1. 소설가의 휴가 1955
2. 부도덕교육강좌 1958
3. 나체와 의상 1960
4. 나의 편력시대 1964
5. 태양과 철 1967
6. 하가쿠레 입문 1967
7. 문화방위론 1968

- 기타

1. 장미형(사진집) 1963

## 영화
1. 미시마 유키오를 소재로 한 영화 - 폴 슈레이더 감독의 미시마 그의 삶 (1985)

```
- 택시 드라이버, 그리스도 최후의 유혹의 각본가로 유명한 폴 슈레이더의 영화
```

## 미시마와 관련된 서적들
- 미시마 유키오 對 동경대 전공투 1969-2000 (새물결 출판사)
- "금각사", 웅진출판, 허호 역.
- "미시마 유키오의 작품에 있어서 양성대립의 구도"(제이 앤 씨, 허호 저, 일본어 저서)

### 주해
1. ↑  조부 사다타로와 《국제사법》을 공저한 후쿠하라 료지로(제14대 학습원 원장)의 소개도 있지 않았을까 하는 추찰도 존재.[37]
2. ↑  하지만, 미시마가 사용하고 있던 원고용지는 36종류나 되어 그 가운데에는 익년 1942년(쇼와 17년)에 아즈사가 낙하산으로 부임하게 된 일본와사목탄주식회사의 사보용 원고용지며, 농림성 잠사국에 있던 당시 입수한 것으로 생각되는 일본잠사통제주식회사의 원고용지도 있는지라, 폭군을 자처하던 아즈사도 전황이 격화됨에 따라 차츰차츰 자식의 유품을 위하여 원고용지를 조달한 것이 추찰되고 있다.[4][66][67]
3. ↑  2016년(헤이세이 28년) 9월 미시마 직필의 《꽃이 만발한 숲》의 원래 원고가 구마모토시의 하스다 쇼이치(하스다 젠메이의 장남. 2016년 8월 사망)의 집에서 발견되었다.[72][73] 모두의 저명에서 '히라오카 기미타케'를 2개 선으로 지우고 '미시마 유키오'라 고쳐쓴 것이 확인되어 팬네임 탄생의 경위를 이야기해주는 귀중한 자료 발견이 되었다.[72][73]
4. ↑  참고로 미시마 자신은 팬네임의 유래에 대하여 다음과 같이 말하고 있다.학생으로서 본명으로는 위험하다는 선생의 의견에 의해 팬네임을 만들게 되었다. 나는 이토 사치오 같은 만요풍의 고색창연한 이름을 원했다마는, 결국 유키오로 정착되고, 선생은 夫로 하는 편이 좋다고 하여 그리 고쳤다. 그리고 나서 무언가 안정감 좋은 성이 없나 생각하다 선생의 탁상에 있던 무언가의 명부를 넘겨보다 미시마라고 하는 이름을 찾아냈던 것이다.
 — 미시마 유키오 〈나의 팬네임〉[70]
또한 부친 아즈사는 펜네임의 유래에 대해서, 아들놈이 전화번호부에서 적당히 펼쳐본 페이지에 있던 것이 '미시마'였다고 말한다.[52]
5. ↑  받은 희망상품은 미쓰요시 나쓰야 편·치구마쇼보 간의 호화서적 《분라쿠》가 되었다.[79]
6. ↑  미시마는 《아즈사 후미히코 작품집》의 서문에서 아즈사와의 교우를 되돌아보면서, 당시를 "문학에 집중할 수 있었던 차라리 아리스토텔레스적 정적(静的)인 시대"였다고 말한다.[86]
7. ↑  또한, 에세이 〈학습원의 졸업식〉에서는, 총재로서 졸업생 대표로 졸업증서를 받아든 미시마는 "정면의 어명대의 궁전하에 최경례하고 斜右의 궁내대신으로부터 졸업증서를 받았다"고 되어 있다.[125] 《쇼와천황실록》의 쇼와 19년 9월 9일간을 보면 "학습원에서 졸업식 거행함에 아사아키라왕을 파견한다"고 되어 있다. 시즈미 후미오의 《전중일기》에서도 "10시 30분 차견되시온 황족 전하에 삼가 봉송하였음"이라 되어 있어 이해에 실제로 임석한 것은 쇼와 천황의 의형 구니 아사아키라 왕이라고 생각된다.[127] 참고로 미시마의 재학중에 쇼와 천황이 졸업식에 임석한 것은 쇼와 9년, 12년, 16년으로 합쳐 3번이다.[127]
8. ↑  또한 미타니 다카노부의 삼녀 나오코는 아이카와 요시스케의 아들 오유카와 야이치에게 시집을 갔기에 구니코는 아유카와 준타의 백모이기도 했다.
9. ↑  미시마보다 2, 3세 연상의 사이토 기치로는 1942년에 일고를 졸업하고 동대(東大)에 들어가 친구들과 잡지 《고원》(故園)을 1943년에 발간한다.[163] 《고원》의 제1호는 하스다 젠메이의 〈신운(神韻)의 가락〉이 권두를 장식하고 미시마의 시 〈봄여우〉 역시 게재되었다.[163] 사이토의 잡지는 종전 후 《서정》(叙情)이라는 이름으로 발간되었으며, 미시마는 그 제1호에 전지중 창작한 〈현가――여름의 연인〉(絃歌――夏の恋人)을 기고하였다. 이 시는 구니코와의 일을 소재로 한 것이 간취된다.[163]
10. ↑  노다 우타로는 당시를 되돌아보는 회고에서, 아직 학생이던 미시마가 유명한 작가가 되고 싶다는 야심을 품고 가와바타 야스나리를 방문했으며, 그것을 위해 자신을 계속 이용했다고 볼멘소리를 했으나, 노다가 모르는 곳에서 미시마와 가와바타의 인연은 학습원 재학중의 무렵부터 있었다 하는 설 역시 존재한다. 에쓰구 도모코가 미시마의 어머니 시즈에에게 취재한 바에 의하면 1943년(쇼와 18년) 미시마의 시며 단편을 읽어본 가와바타로부터 편지(수신인은 히라오카 기미타케)가 돌연히 와 "이름도 없는 내게 대작가 가와바타 씨가 편지를 내려주시다니 하늘에라도 오를 듯한 기분이야"라며 미시마가 크게 기뻐하여 신나했다고 했다. 그 이듬해인 1944년(쇼와 19년)에는 〈꽃이 만발한 숲〉의 출판까지 미시마는 기미타케에 2, 3번 정도 편지를 띄웠으며 책이 완성되자마자 증정하였다. 미시마가 15세일 무렵에는 가와지 류코에 사사하고 있었는데, 사와지는 미시마의 문학적 조숙에 놀라워하여 가르칠 것이 없다고 주위에 말하고 다녔기 때문에 친교가 있던 가와바타에게도 미시마 소년의 시편을 보여줬을 가능성이 존재하며, 그 이후 각처에서 발표된 미시마의 작품에 가와바타가 주목하고 있었다고 에쓰구는 추찰하며 그것이 미시마가 말한 바 "무언가 자신을 용기 복돋아주는 사정"이었을 것이라고 말한다.
11. ↑  당시는 물자부족으로 인하여 대학의 학생복은 새로 맞추는 것은 꿈도 못 꿀 일이었으며 미시마는 종전까지는 소집되는 선배의 제복을 빌렸고, 전후에는 자신의 학습원 시대의 제복을 개조한 갑갑한 것을 학생복으로 입고 강의를 들었다.[129]
12. ↑  아울러 미시마의 어머니 시즈에 역시 처녀 시대에 오라버니와 곧잘 긴자(관동대진재 이전)의 끽다점을 드나들던 무렵, 아쿠타가와 류노스케나 난부 슈타로 등과 더불어 눈을 흘깃거리는 가와바타며, 다박나룻의 요코미쓰 리이치를 본 적이 있다고 증언한다.[35]
13. ↑  이들은 제오중학교의 교내지 《개척》에 투고하고 있던 문학적 동료였다.[198]
14. ↑  나카무라 미노루에 의하면 미시마는 그 모임이 파할 때까지 있었으며 돌아갈 적에는 미시마와 시부야역까지 함께 돌아갔다고 회상하고 있다.[198]
15. ↑  三島の日記では「住友」とだけになっているが、佐藤秀明は住友銀行と推測している[67]。

### 출전
1. 1 2 3  Waagenar, Dick, and Iwamoto, Yoshio (1975). "Yukio Mishima: Dialectics of Mind and Body". Contemporary Literature, Vol. 16, No. 1 (Winter, 1975), pp. 41-60
2. 1 2  Yamanouchi,Hisaaki (1972). "Mishima Yukio and his Suicide". Modern Asian Studies, Vol. 6, No. 1 (1972), pp. 1-16
3. ↑  http://biblioklept.org/2011/09/24/william-t-vollmanns-favorite-contemporary-books/
4. 1 2 3 4  「第一回 三島由紀夫の誕生」（松本徹 2010, 8–20쪽）
5. ↑  「十四 ノーベル文学賞の有力候補」（岡山 2014, 83–84쪽）
6. ↑  松永尚三「ヨーロッパ・フランス語圏における三島劇」（論集III 2001, 215–228쪽）
7. ↑  「三島由紀夫」（キーン 2005, 70–95쪽）
8. 1 2  佐伯彰一「三島由紀夫 人と作品」（新潮文庫版『仮面の告白』『潮騒』『金閣寺』解説、1973年12月執筆）
9. ↑  「不思議な共感」「三島由紀夫の生まれ育った時代」（奥野 2000, 9–34쪽）
10. ↑  「はじめに」（年表 1990, 7–8쪽）
11. ↑  「第六回 舞台の多彩の魅力」（松本徹 2010, 76–89쪽）
12. ↑  「各項〈作品解説〉」（太陽 2010, 27-108ff쪽）
13. ↑  「第一部 あの“狂乱”の時代を振り返って」（板坂・鈴木 2010, 19–48쪽）
14. ↑  「第一章 三島の自決はどう捉えられてきたか」（柴田 2012, 15–34쪽）
15. ↑  「II 構造と反復」から「II 中上健次と三島由紀夫／あるいはオリュウノオバと本多邦繁」（青海 2000, 123–277쪽）
16. 1 2 3 4 5 6 7 8  「第一章」（年表 1990, 9–30쪽）
17. 1 2 3 4  「大正14年」（日録 1996, 14–15쪽）
18. 1 2 3 4 5 6 7 8 9 10 11 12 13  『仮面の告白』（河出書房、1949年7月）。1巻 2000, 173–364쪽
19. ↑  「東文彦宛ての書簡」（昭和16年4月11日付）。十代 2002, 38–40쪽、38巻 2004, 65–67쪽
20. 1 2 3 4 5 6 7 8 9 10  「第二章」（梓 1996, 31–47쪽）
21. ↑  「II」（オール讀物 1987年5月号）。野坂 1991, 77–154쪽
22. ↑  「祖先」（日録 1996, 7–13쪽）
23. 1 2 3  「第二章 幽閉された少年」（猪瀬 1999, 113–216쪽）
24. ↑  「わが友・平岡梓」（川島 1996, 99–124쪽）
25. 1 2 3 4 5  「II 三島由紀夫の祖先を彩る武家・華族・学者の血脈」（越次 1983, 71–140쪽）
26. ↑  「第一章 原敬暗殺の謎」（猪瀬 1999, 25–111쪽）
27. ↑  松平家の家系図は越次 1983, 137–140, 234–235쪽
28. ↑  柳田国男『故郷七十年』（のじぎく文庫 神戸新聞総合出版センター、1959年11月。1989年4月）。橋川 1998, 37–38쪽
29. ↑  文献 2001, 442쪽
30. ↑  「III」（オール讀物 1987年6月号）。野坂 1991, 155–238쪽
31. 1 2 3 4 5  平岡倭文重「暴流のごとく――三島由紀夫七回忌に」（新潮 1976年12月号）。群像18 1990, 193–204쪽、年表 1990, 17, 21, 172, 192쪽
32. 1 2 3 4 5 6 7  「平岡公威伝」（原稿用紙 昭和19年2月28日付）。26巻 2003, 420–427쪽
33. ↑  「解説」（『日本の文学4 尾崎紅葉・泉鏡花』1969年1月）。35巻 2003, 323–337쪽
34. ↑  「第二部 追想のなかの三島由紀夫――（三）三島由紀夫以前」（佐伯 1988, 234–307쪽）
35. 1 2 3  平岡梓・平岡倭文重「〈両親対談〉三島由紀夫は誰のものか」（文藝春秋 1973年11月号）。梓・続 1974, 205–246쪽
36. ↑  田中美代子「解題――神官」（補巻 2005, 646쪽）
37. 1 2  「第一章 作家の誕生まで」（佐藤 2006, 23–38쪽）
38. 1 2 3 4 5  「わが思春期」（明星 1957年1月号-9月号）。29巻 2003, 339–408쪽
39. 1 2 3 4 5 6 7 8  「第一部 土曜通信」（三谷 1999, 11–133쪽）
40. ↑  「東文彦宛ての書簡」（昭和16年1月21日付）。十代 2002, 17–20쪽、38巻 2004, 49–50쪽
41. 1 2  「ラディゲに憑かれて――私の読書遍歴」（日本読書新聞、1956年2月20日号）。29巻 2003, 146–149쪽
42. ↑  「年譜」（昭和8年）（42巻 2005, 27–32쪽）
43. 1 2 3 4 5 6 7 8  「第二部 平岡公威君の思い出」（三谷 1999, 135–188쪽）
44. ↑  「昭和11年月日不詳」（日録 1996, 33쪽）
45. ↑  「二・二六事件と私」（『英霊の聲』河出書房新社、1966年6月）。34巻 2003, 107–119쪽
46. ↑  「我が国旗」（昭和11年6月16日付）。36巻 2003, 466쪽
47. ↑  岸田今日子との対談「岸田今日子さんと恋愛を語る」（主婦の友 1954年9月号）。彼女 2020, 52–59쪽
48. 1 2 3 4 5 6 7 8 9 10 11 12 13 14  「第二章」（年表 1990, 31–52쪽）
49. 1 2 3  「『詩を書く少年』のころ」（坊城 1971）。年表 1990, 26쪽
50. 1 2  「詩を書く少年」（文學界 1954年8月号）。19巻 2002, 283–300쪽
51. 1 2 3 4 5 6  「作品目録」（42巻 2005, 377–462쪽）
52. 1 2 3 4 5 6 7 8 9 10 11 12 13 14 15 16 17 18 19  「第三章」（梓 1996, 48–102쪽）
53. 1 2 3 4 5 6 7 8 9 10 11 12 13 14 15 16 17 18 19 20 21 22 23 24 25  「私の遍歴時代」（東京新聞夕刊 1963年1月10日 - 5月23日号）。32巻 2003, 271–323쪽
54. ↑  「悪の華――歌舞伎」（国立劇場歌舞伎俳優養成所での特別講演 1970年7月3日。新潮 1988年1月号）。36巻 2003, 216–241쪽
55. ↑  「芝居日記」（1942年1月1日-1944年12月23日。1945年2月18日-1947年11月23日執筆。マリ・クレール 1989年10月号-1990年2月号）。26巻 2003, 94–264쪽
56. ↑  「師弟」（青年 1948年4月号）。27巻 2003, 40–45쪽
57. ↑  「凶ごと」（昭和15年1月15日付）。橋川 1998, 41–42쪽、37巻 2004, 400–401쪽
58. ↑  「母を語る――私の最上の読者」（婦人生活 1958年10月号）。30巻 2003, 648–661쪽
59. ↑  「川路柳虹先生の思ひ出」（西条八十の詩誌のため、1966年執筆）。（京都語文 1998年10月号）。34巻 2003, 280–282쪽
60. ↑  「『恥』」（青 1953年10月号）。28巻 2003, 198–200쪽
61. 1 2 3  十代 2002
62. ↑  「あとがき――戯曲」（『三島由紀夫作品集6』新潮社、1954年3月）。28巻 2003, 119–121쪽
63. ↑  「戯曲の誘惑」（東京新聞夕刊 1955年9月6日、7日号）。28巻 2003, 538–543쪽
64. ↑  「清水文雄宛ての書簡」（昭和16年9月17日付）。38巻 2004, 542–547쪽
65. ↑  「年譜」（昭和16年1月21日）（42巻 2005, 63쪽）
66. ↑  工藤正義（三島由紀夫文学館）「三島由紀夫の原稿用紙」（15巻 2002月報）
67. 1 2 3 4 5 6 7 8 9 10 11  「第二章 戦中・戦後の苦闘」（佐藤 2006, 39–72쪽）
68. ↑  「清水文雄宛ての書簡」（昭和16年7月28日付）。38巻 2004, 540–541쪽
69. 1 2 3 4 5 6  清水文雄「『花ざかりの森』をめぐって」（『三島由紀夫全集1』月報 新潮社、1975年1月）。新読本 1990, 22–24쪽
70. 1 2 3  「私のペンネーム」（東京新聞夕刊 1953年11月8日号）。28巻 2003, 210쪽
71. 1 2 3 4  「あとがき――『花ざかりの森』」（『三島由紀夫作品集4』新潮社、1953年11月）。28巻 2003, 112–115쪽
72. 1 2  「ペンネーム『三島』生まれた臨場感」（朝日新聞 2016年11月12日号・34面）
73. 1 2  「花ざかりの森」熊本で発見 三島デビュー作直筆原稿「作家誕生語る一級資料」（三島由紀夫の総合研究、2016年11月13日・通巻第996号）
74. ↑  井上隆史「ペンネームの由来」（太陽 2010, 19쪽）
75. 1 2  「東文彦宛ての書簡」（昭和16年11月10日付）。十代 2002, 83–86쪽、38巻 2004, 98–101쪽
76. ↑  蓮田善明「編集後記」（文藝文化 1941年9月号）。福島鋳 2005, 116쪽、群像18 1990, 76쪽
77. ↑  「惟神之道」（昭和16年9月22日付）。26巻 2003, 88–90쪽
78. ↑  「大東亜戦争か　太平洋戦争か――歴史的事実なんだ」（サンデー毎日 1970年11月29日号）。36巻 2003, 658쪽
79. ↑  「東文彦宛ての書簡」（昭和18年1月11日付）。十代 2002, 147–150쪽、38巻 2004, 135–137쪽
80. ↑  「年譜」（昭和17年3月）（42巻 2005, 73쪽）
81. ↑  「年譜」（昭和18年-昭和19年）（42巻 2005, 79–98쪽）
82. ↑  「ドイツ語の思ひ出」（ドイツ語 1957年5月号）。29巻 2003, 521–526쪽
83. ↑  対談「平野啓一郎が聞くドナルド・キーンの世界」（読売新聞 2007年7月31日、8月1日号）
84. ↑  「大詔」（文藝文化 1942年4月号）。37巻 2004, 708–709쪽
85. ↑  高橋新太郎「赤絵」（事典 2000, 441쪽）
86. 1 2  「序」（1970年10月25日執筆。『東文彦作品集』講談社、1971年3月。講談社文芸文庫、2007年4月）。36巻 2003, 363–368쪽
87. ↑  「挽歌一篇」（昭和17年8月26日付）。37巻 2004, 710–711쪽
88. ↑  「東文彦宛ての書簡」（昭和17年11月15日付）。十代 2002, 136–141쪽、38巻 2004, 129–133쪽
89. ↑  保田與重郎「天の時雨」（臨時 1971）。福田 1996, 167–192쪽
90. ↑  「『文芸文化』のころ」（『昭和批評大系2 昭和10年代』月報 番町書房、1968年1月）。34巻 2003, 644–646쪽
91. ↑  荒木 1971。西法太郎「三島由紀夫と神風連（壱）」（三島由紀夫の総合研究、2007年5月7日・通巻第143号）
92. ↑  「第二章 学習院という湖」（島内 2010, 57–92쪽）
93. 1 2  「序章――雅の棘」（村松剛 1990, 9–27쪽）
94. ↑  「東文彦宛ての書簡」（昭和16年9月25日付）。十代 2002, 80–82쪽、38巻 2004, 97–98쪽
95. ↑  「年譜」（昭和17年4月4日）（42巻 2005, 74쪽）
96. ↑  「総務幹事日記」（昭和18年2月24日-8月2日）。補巻 2005, 497–507, 676–680쪽
97. ↑  「神崎陽宛ての書簡」（昭和21年2月10日付）。38巻 2004, 313–318쪽
98. ↑  富士正晴「蓮田善明宛ての書簡」（昭和18年5月3日付）。日録 1996, 56–57쪽
99. 1 2  林富士馬「死首の咲顔――三島由紀夫君追悼」（諸君! 1971年2月号）。追悼文 1999
100. 1 2  「跋に代へて」（『花ざかりの森』七丈書院、1944年10月）。26巻 2003, 440–444쪽
101. ↑  富士正晴「林富士馬の詩」（文藝文化 1943年8月号）。日録 1996, 57쪽
102. ↑  蓮田善明「古典の教育」（文學 1943年8月号）。日録 1996, 57–58쪽、北影 2006, 49쪽、橋川 1998, 45쪽
103. ↑  蓮田善明「平岡公威宛ての葉書」（昭和18年8月16日付）。日録 1996, 58쪽、猪瀬 1999, 226쪽、佐藤 2006, 45쪽
104. ↑  「東文彦宛ての書簡」（昭和18年4月4日付）。十代 2002, 173–175쪽、38巻 2004, 154–155쪽
105. 1 2  「東文彦宛ての書簡」（昭和18年8月20日付）。十代 2002, 201–204쪽、38巻 2004, 173–175쪽
106. ↑  「東文彦宛ての書簡」（昭和16年9月16日付）。十代 2002, 77–80쪽、38巻 2004, 94–96쪽
107. ↑  「東文彦 弔詞」（昭和18年10月11日付。新潮 1998年12月号）。十代 2002, 211–213쪽。26巻 2003, 411–413쪽
108. ↑  「東徤兄を哭す」（昭和18年10月9日付。輔仁会雑誌 1943年12月25日・169号）。26巻 2003, 406–410쪽
109. ↑  「第四章 三島事件前後の真相」（持丸 2010, 125–189쪽）
110. 1 2  「II 自己改造をめざして――『仮面』の創造」（村松剛 1990, 123–149쪽）
111. 1 2  「『盗賊』創作ノート」（1巻 2000, 605–650쪽）
112. 1 2 3  「徳川義恭宛ての書簡」（昭和18年9月25日付）。十代 2002, 227–230쪽、38巻 2004
113. ↑  「昭和18年10月25日」（日録 1996, 59쪽）
114. ↑  「IV 行動者――訣別」（村松剛 1990, 469–503쪽）
115. 1 2 3  「第一章 三島由紀夫と日本浪曼派」（北影 2006, 22–92쪽）
116. 1 2 3 4  小高根 1970。文學大系 1970, 461–471쪽（1968年9月号-11月号分）、福島鋳 2005, 99–156쪽、北影 2006, 22–92쪽
117. ↑  小高根二郎「善明と由紀夫の黙契」（新潮 1971年2月号）。追悼文 1999
118. ↑  「第六章 命を賭けたライフワーク」「第七章 自決の朝」（島内 2010, 243–326쪽）
119. ↑  「富士正晴宛ての書簡」（昭和18年12月26日付）。38巻 2004, 852쪽
120. ↑  「年譜」（昭和19年5月16日）（42巻 2005, 91–92쪽）
121. 1 2 3 4  「十一 平明な主潮と太平洋戦争――2 『春の雪』と三島由紀夫」（小高根 1971, 273–285쪽）
122. 1 2 3  「第三章 三島由紀夫の青春」（福島鋳 2005, 99–156쪽）
123. ↑  伊東静雄「平岡公威宛ての書簡」（昭和19年11月22日付）。42巻 2005, 97쪽、アルバム 1983, 17쪽（現物写真）
124. 1 2 3 4  「伊東静雄宛ての書簡」（昭和23年3月23日付）。38巻 2004, 200–202쪽
125. 1 2 3 4  「学習院の卒業式」（スタイル 1957年3月号）。29巻 2003, 499쪽
126. 1 2  「年譜」（昭和19年9月9日）（42巻 2005, 95쪽）
127. 1 2  「三島由紀夫と昭和の時代」（西 2020, 25–30쪽）
128. ↑  陛下から拝受された恩賜の銀時計を眺めている写真はアルバム 1983, 18쪽
129. 1 2  「学生の分際で小説を書いたの記」（文藝 1954年11月号）。28巻 2003, 370–376쪽
130. ↑  「法律と文学」（東大緑会大会プログラム、1961年12月）。31巻 2003, 684–686쪽
131. ↑  「私の小説作法」（毎日新聞 1964年5月10日）。33巻 2003, 60–62쪽
132. ↑  「『花ざかりの森』出版のころ」（群像 1958年6月号）。30巻 2003, 285–286쪽
133. ↑  「『花ざかりの森』のころ」（うえの 1968年1月号）。34巻 2003, 615–618쪽
134. ↑  「三島由紀夫伝」（小林秀雄編『現代日本文学館42 三島由紀夫』文藝春秋、1966年8月）。橋川 1998, 36–73쪽
135. ↑  秋山駿「『内部の人間』から始まった」（禁色・5三島研究2008年pp.4-30）。同時代 2011, 85–124쪽
136. ↑  「平岡梓・倭文重宛ての葉書」（昭和20年1月18日付）。38巻 2004, 816–817쪽
137. ↑  「三谷信宛ての書簡」（昭和20年1月20日付）。三谷 1999, 32–33쪽、38巻 2004, 905–906쪽
138. ↑  「中河与一宛ての書簡」（昭和20年2月23日付）。38巻 2004, 711쪽
139. ↑  「平岡梓・倭文重宛ての葉書」（昭和20年1月17日付）。38巻 2004, 815–816쪽
140. ↑  「私の遺書」（文學界 1966年7月号）。34巻 2003, 153–156쪽
141. ↑  平岡公威「遺言」（昭和20年2月執筆）。現物写真は、アルバム 1983, 21쪽、写真集 2000、太陽 2010, 23쪽
142. ↑  「昭和20年1月-2月」（日録 1996, 72–75쪽）
143. ↑  栗栖晋（突第10133部隊）「帰郷証明書」（昭和20年2月10日付）。三島由紀夫文学館所蔵。
144. ↑  「太陽と鉄」（批評 1965年11月号-1968年6月号）。33巻 2003, 506–584쪽
145. ↑  古林尚との対談「三島由紀夫 最後の言葉」（図書新聞 1970年12月12日、1971年1月1日号）。古林尚『戦後派作家は語る』（筑摩書房、1971年）、群像18 1990, 205–228쪽、40巻 2004, 739–782쪽
146. ↑  「三谷信宛ての葉書」（昭和20年4月21日付）。三谷 1999, 88–90쪽、38巻 2004, 917–918쪽
147. 1 2 3  野田宇太郎『灰の季節』（修道社、1958年5月）。福島鋳 2005, 141–151쪽、村松剛 1990, 72ff쪽
148. 1 2 3  川端康成「平岡公威宛ての書簡」（昭和20年3月8日付）。川端書簡 2000, 11쪽
149. ↑  「川端康成宛ての書簡」（昭和20年3月16日付）。川端書簡 2000, 12쪽、38巻 2004, 236쪽
150. ↑  『葉隠入門』（光文社、1967年9月）。34巻 2003, 474–540쪽
151. ↑  「民族的憤怒を思ひ起せ――私の中のヒロシマ」（週刊朝日 1967年8月11日号）。34巻 2003, 447–449쪽
152. 1 2  「八月十五日前後」（毎日新聞 1955年8月14日号）。読本 1983, 254–255쪽、28巻 2003, 525–527쪽
153. ↑  「清水文雄宛ての葉書」（昭和20年8月16日付）。38巻 2004, 604쪽
154. ↑  「神崎陽宛ての葉書」（昭和20年8月16日付）。38巻 2004, 313쪽
155. ↑  「三谷信宛ての書簡」（昭和20年8月22日付）。三谷 1999, 112–113쪽、38巻 2004, 921–922쪽
156. ↑  「戦後語録」（昭和20年9月16日）。26巻 2003, 560–562쪽
157. ↑  「野田宇太郎宛ての葉書」（昭和20年9月2日付）。38巻 2004, 921–922쪽
158. 1 2 3  「I 青春――恋の破局」（村松剛 1990, 78–97쪽）
159. 1 2 3 4 5  「終末感からの出発――昭和二十年の自画像」（新潮 1955年8月号）p.69。28巻 2003, 516–518쪽
160. ↑  「三島由紀夫と『鏡子の家』秘話」（湯浅 1984, 105–128쪽、彼女 2020, 123–124쪽
161. ↑  「会計日記」（昭和21年9月16日付）。補巻 2005, 522쪽
162. 1 2 3  田中美代子「解題――仮面の告白」（1巻 2000, 680–681쪽）
163. 1 2 3 4 5  「III 死の栄光――『優雅』をこえて」（村松剛 1990, 373–395쪽）
164. 1 2  「ある晴れた日に」（ポリタイア 1973年8月号）。小島 1996, 41–60쪽
165. 1 2  平岡公威「斎藤吉郎宛ての書簡」（昭和21年1月9日付）。村松剛 1990, 373쪽、小島 1996, 57–58쪽、日録 1996, 86–87쪽
166. ↑  「第三部 三島由紀夫と戦後文学」（ネイスン 2000, 87–127쪽）
167. ↑  「文学者の戦争責任の問題」（本多・上 2005, 70–88쪽）
168. 1 2  「III『人間』時代――鎌倉文庫 白木屋時代」（木村 1995, 247–267쪽）
169. ↑  「川端康成印象記」（レポート用紙 昭和21年1月27日付。封筒表は「はじめて川端康成に会ふの記」）。26巻 2003, 563–566쪽
170. 1 2  「IV 川端康成と三島由紀夫」（越次 1983, 173–199쪽）
171. ↑  「永遠の旅人――川端康成氏の人と作品」（別冊文藝春秋 1956年4月・51号）pp.13-19。29巻 2003, 204–217쪽
172. ↑  「川端康成宛ての書簡」（昭和21年4月15日付）。川端書簡 2000, 31–34쪽、38巻 2004, 247–249쪽
173. ↑  「川端氏の『抒情歌』について」（民生新聞 1946年4月29日号）。26巻 2003, 572–576쪽
174. 1 2  臼井吉見・中村光夫「対談・三島由紀夫」（文學界 1952年11月号）。佐藤 2006, 57–58쪽
175. 1 2 3  「戦後派ならぬ戦後派三島由紀夫」（本多・中 2005, 97–141쪽）
176. 1 2 3 4  「作家白描――三島由紀夫」（木村 1995, 143–168쪽）
177. ↑  長谷川泉「川端康成」（旧事典 1976, 101–102쪽）
178. 1 2 3  「川端さんのこと」（梓・続 1974, 115–127쪽）
179. 1 2  「川端康成宛ての書簡」（昭和21年5月12日付）。川端書簡 2000, 36–37쪽、38巻 2004, 250쪽
180. ↑  「川端康成宛ての書簡」（昭和21年6月15日付）。川端書簡 2000, 41–43쪽、38巻 2004, 253–254쪽
181. ↑  「第二回 果てしない試行錯誤」（松本徹 2010, 21–35쪽）
182. 1 2  「川端康成宛ての書簡」（昭和21年8月10日付）。川端書簡 2000, 46–48쪽、38巻 2004, 255–257쪽
183. ↑  「第三章 意志的情熱」（猪瀬 1999, 217–320쪽）
184. ↑  清水文雄「三島由紀夫のこと」（文學界 1971年2月号）。群像18 1990, 75–77쪽
185. ↑  「会計日記」（昭和21年11月17日付）。補巻 2005, 531쪽
186. ↑  「故蓮田善明への献詩」（おもかげ 1946年11月17日）。浪曼 1975冒頭に現物写真、37巻 2004, 762쪽、福島鋳 2005, 152쪽、島内 2010, 262쪽
187. ↑  伊東静雄「清水文雄宛ての書簡」（昭和21年11月14日付）。松本健一 1990, 156–157쪽
188. ↑  「十三 戦後から死まで」（小高根 1971, 313–356쪽）
189. ↑  佐藤春夫「林富士馬宛ての書簡」。（光耀 1946年10月・第2輯）。文學大系 1970, 463쪽
190. ↑  「清水文雄宛ての葉書」（昭和21年11月18日付）。38巻 2004, 607–608쪽
191. ↑  「川端康成宛ての書簡」（昭和21年7月6日付）。川端書簡 2000, 44–45쪽、38巻 2004, 255쪽
192. ↑  「初対面」（川島 1996, 11–40쪽）
193. 1 2  「会計日記」（昭和21年5月-昭和22年11月）。補巻 2005, 508–630쪽
194. 1 2 3  「三島と太宰」（臨時 1971）。「第三章 その出会い」（矢代 1985, 36–50쪽）
195. ↑  「会計日記」（昭和21年12月14日付）。補巻 2005, 538쪽
196. 1 2 3  「III 三島由紀夫と太宰治の接点」（越次 1983, 141–172쪽）
197. 1 2 3 4 5  「練馬の一夜」（野原 1980, 47–54쪽）。日録 1996, 93–95쪽
198. 1 2 3  「三島由紀夫氏の思い出」（ユリイカ 1976, 202–205쪽）。「第八章」（中村稔 2008, 170–200쪽）
199. 1 2  高原紀一「三島由紀夫の知られざる秘密――太宰治との一夜」（問題小説 1971年2月号）。越次 1983, 163쪽
200. 1 2  「川端康成宛ての書簡」（昭和22年10月8日付）。川端書簡 2000, 54–57쪽、38巻 2004, 261–264쪽
201. ↑  「跋」（『岬にての物語』 桜井書店、1947年11月）。26巻 2003, 628–630쪽
202. ↑  「会計日記」（昭和22年6月27日付）。補巻 2005, 589쪽
203. 1 2 3  「林房雄論」（新潮 1963年2月号）。『林房雄論』（新潮社、1963年8月）。32巻 2003, 337–402쪽
204. ↑  「会計日記」（昭和22年7月3日）。補巻 2005, 590쪽
205. ↑  「会計日記」（昭和22年7月11日付）。補巻 2005, 591쪽
206. ↑  「会計日記」（昭和22年7月15日付）。補巻 2005, 591–592쪽
207. ↑  「会計日記」（昭和22年7月17日付）。補巻 2005, 592쪽
208. 1 2  「川端康成宛ての書簡」（昭和22年7月17日付）。川端書簡 2000, 50–53쪽、38巻 2004, 258–261쪽
209. ↑  「第三章」（年表 1990, 53–82쪽）
210. ↑  「あとがき」（『三島由紀夫短篇全集2 夜の仕度』講談社、1965年2月）。33巻 2003, 406–407쪽
211. ↑  「I 青春――失われたものへの復讐」（村松剛 1990, 98–119쪽）
212. ↑  林房雄「文芸日評」（新夕刊 1947年2月-10月）。林房雄『我が毒舌』（銀座出版社、1947年12月）。事典 2000, 394쪽
213. ↑  「会計日記」（昭和22年9月13日付）。補巻 2005, 606–607쪽
214. ↑  高見順・中島健蔵・豊島与志雄「創作合評」（群像 1947年11月号）。読本 1983, 288쪽
215. ↑  小久保実「主要参考文献の展望」（読本 1983, 288–295쪽）
216. ↑  「林房雄宛ての書簡」（昭和22年11月4日付）。38巻 2004, 773–776쪽、太陽 2010, 42–43쪽

## 같이 보기
- 일수회
- 방패의 모임
- 이시하라 신타로
- 가와바타 야스나리
- 다니자키 준이치로
- 기타 잇키
- 대정익찬회
- 흑룡회
- 천황제 파시즘
- 황국사관
- 미즈시마 사토루